# Beethovenhalle

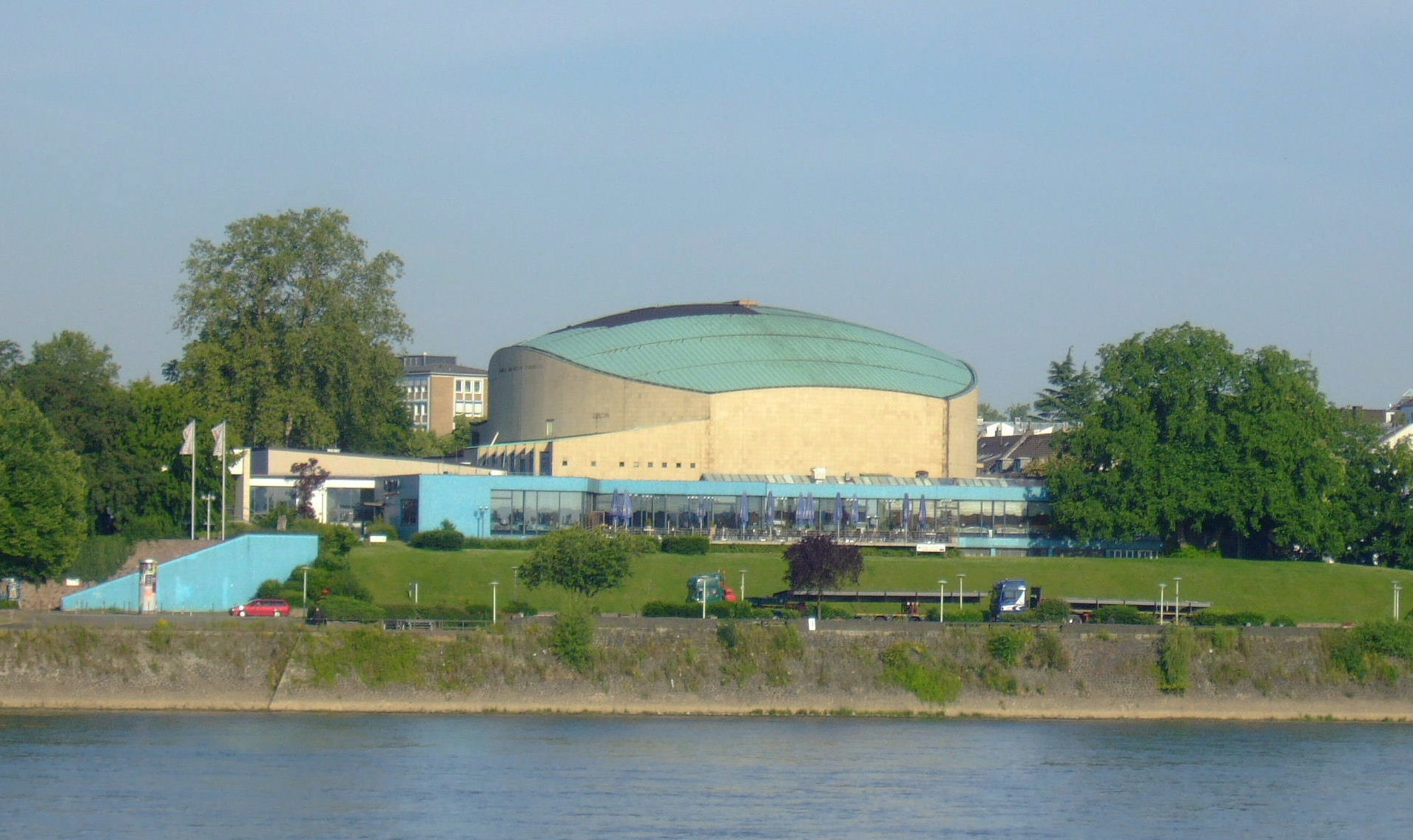
Beethovenhalle Bonn

Die Beethovenhalle ist ein denkmalgeschütztes Konzert- und Veranstaltungshaus in Bonn. Sie ist dort die dritte Halle, die den Namen des in Bonn geborenen Komponisten Ludwig van Beethoven trägt.

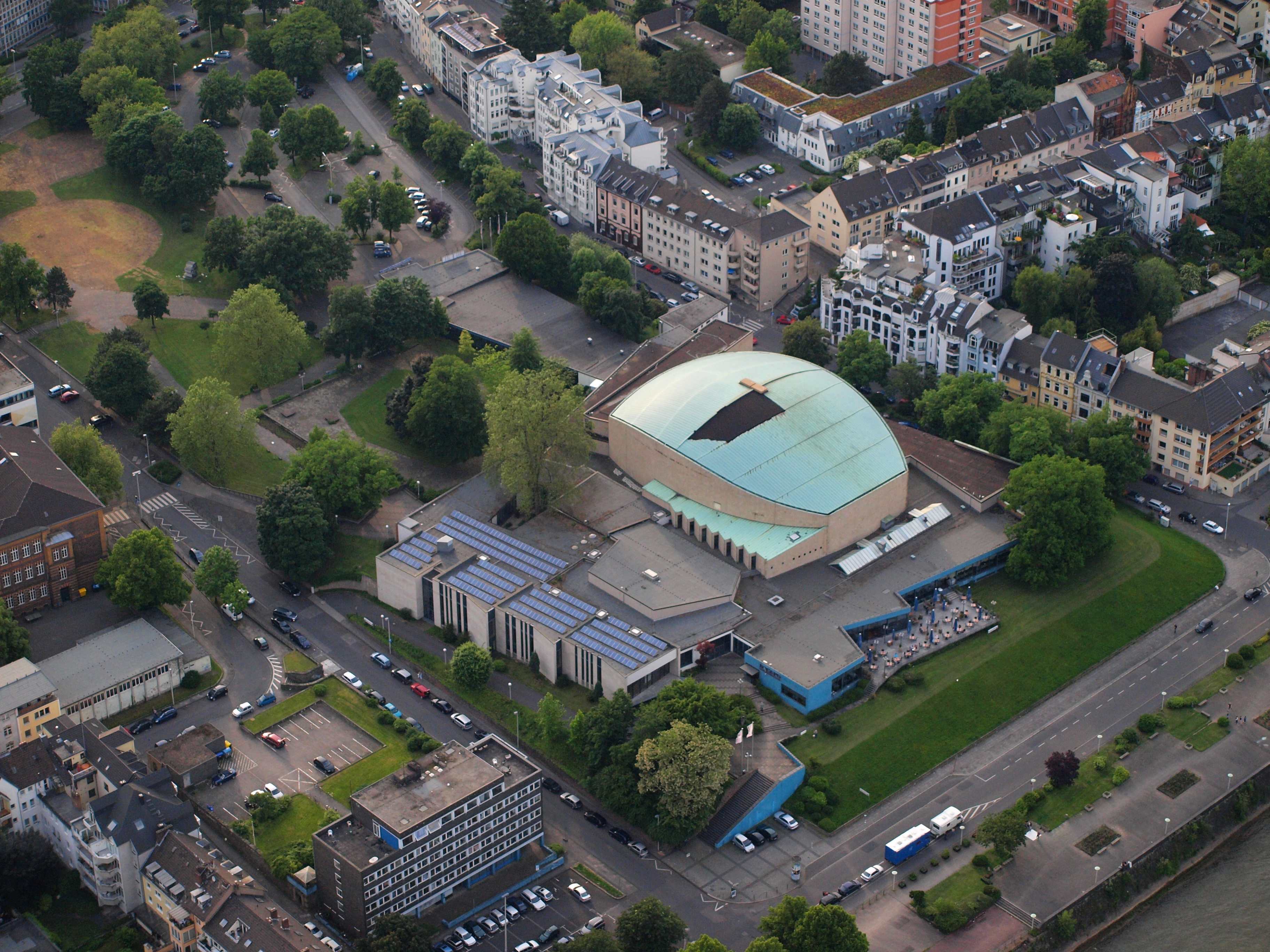
Beethovenhalle, Luftaufnahme aus östlicher Richtung

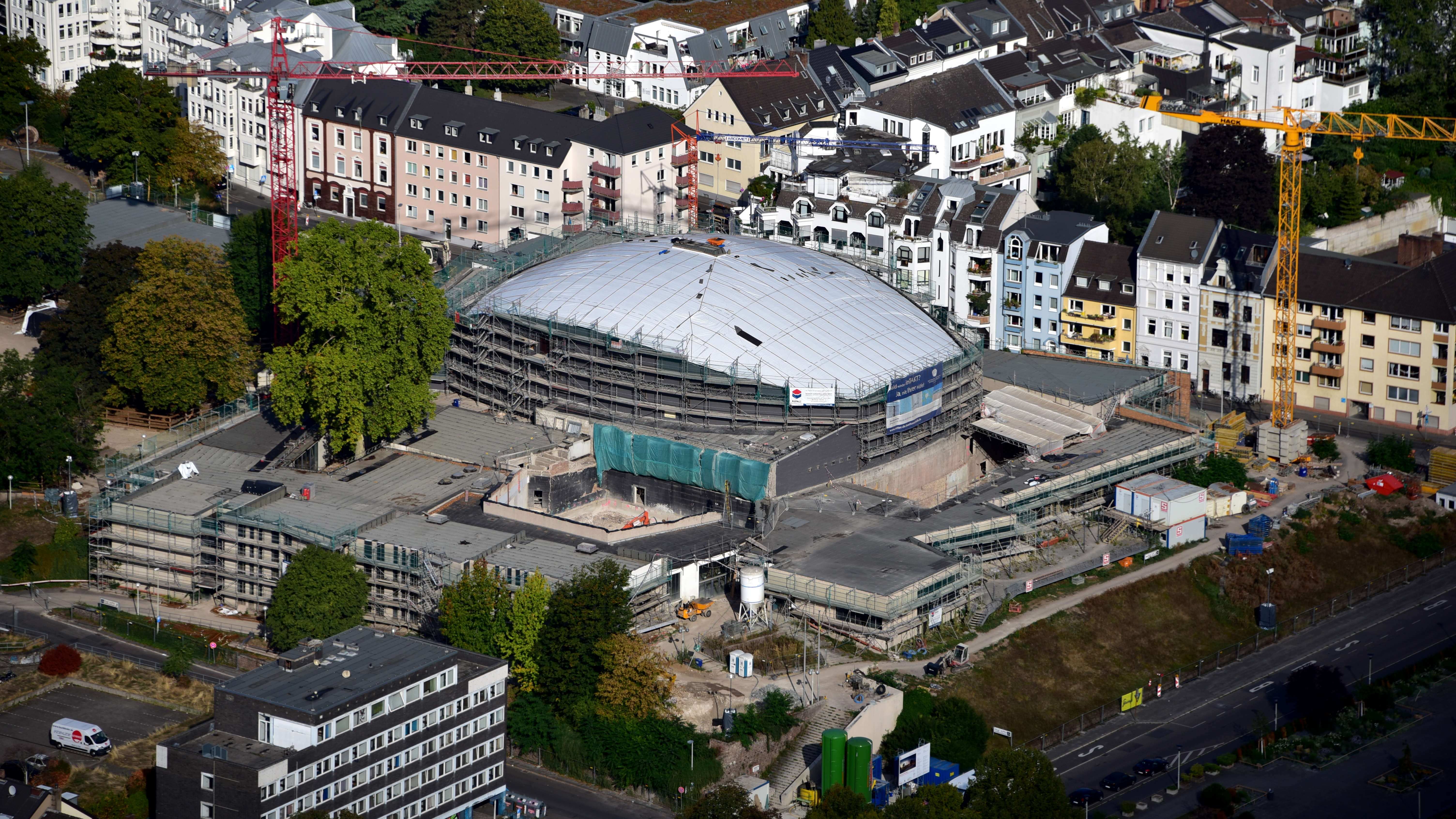
Sanierung September 2018, Luftaufnahme

Die erste Beethovenhalle entstand 1845 anlässlich der Einweihung des Beethoven-Denkmals auf dem Münsterplatz, die zweite 1870 zu Ludwig van Beethovens 100. Geburtstag. Nach der Zerstörung dieser Halle im Zweiten Weltkrieg begannen 1950 die ersten Aktivitäten zum Neubau. Die dritte Beethovenhalle wurde nach den Plänen und unter der Leitung von Siegfried Wolske gebaut. Im September 1959 wurde sie fertiggestellt und ist seitdem ein Wahrzeichen der Stadt und eines der bedeutendsten Bauwerke der jungen Bundesrepublik. Die wichtigste Aufgabe der Beethovenhalle ist die Pflege der Musik Ludwig van Beethovens. Sie ist die „Heimathalle“ des Beethoven Orchesters Bonn. Die Eröffnungs- und Schlusskonzerte des Beethovenfestes finden in ihrem Großen Saal statt. Neben der Nutzung als Konzerthaus für klassische Musik werden in der Halle unter anderem Karnevalssitzungen, Ausstellungen, Partys, Kongresse und Feierlichkeiten veranstaltet.
In der Zeit Bonns als Bundeshauptstadt wurde von 1974 bis 1989 vier Mal die Bundesversammlung in die Beethovenhalle einberufen, um den deutschen Bundespräsidenten zu wählen.

## Lage

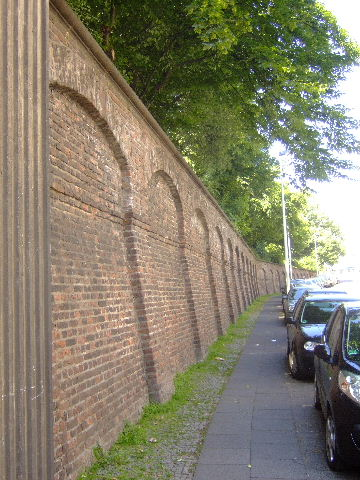
Reste der barocken Stadtbefestigung – Wachsbleiche

Die Beethovenhalle steht am Ufer des Rheins im Bonner Norden. Die innere Nordstadt und das Bonner Zentrum sind von dort aus in wenigen Minuten zu Fuß erreichbar. Die Halle wurde auf den Resten einer Bastion gebaut, die zur barocken Stadtbefestigung gehörte. Im 19. Jahrhundert entstanden auf dem Gelände zwischen Rheinufer und Wilhelmsplatz die Klinikgebäude der Rheinischen Friedrich-Wilhelms-Universität Bonn, an der Stelle der heutigen Beethovenhalle stand die Frauenklinik. 1944 wurde sie wie die anderen Klinikgebäude durch Fliegerangriffe weitgehend zerstört und nach dem Zweiten Weltkrieg nicht wieder aufgebaut.
Das Gelände, auf dem sich die Beethovenhalle befindet, erstreckt sich nahezu rechteckig in Ost-West-Richtung zwischen der Welschnonnenstraße und dem Rheinufer.
Zu den Außenanlagen gehören im nordwestlichen Teil ein Parkplatz und daran anschließend eine von dem Bonner Landschaftsarchitekten Heinrich Raderschall gestaltete Grünanlage mit Baumbeständen, die teilweise aus dem 19. Jahrhundert stammen. Im Osten fällt die Grünanlage in einer steilen Böschung zum Rhein hin ab. Das Gebäude prägt aufgrund seiner erhöhten Lage und seiner Architektur, insbesondere mit der weithin sichtbaren grünen Kuppel seit einem halben Jahrhundert das Bild der Stadt. Die Beethovenhalle ist neben zahlreichen sakralen Bauten der einzige bedeutende säkulare Kulturbau, der in den am Rhein liegenden Städten nördlich des Bodensees eine unmittelbare Verbindung zum Fluss hat.

## Geschichte
Dem von Hans Schwippert 1949 geplanten Plenarsaal des Bundeshauses war 10 Jahre lang in Bonn kein nennenswerter repräsentativer Neubau mehr gefolgt. Das änderte sich erst durch den Bau der Beethovenhalle. Ihre Errichtung war für die „provisorische Hauptstadt“ eine national und international beachtete Leistung, bei denen die Bürger der Stadt eine wesentliche Rolle spielten. Von Bonner Bürgern ging die Initiative zum Bau der neuen Halle aus und Initiativen aus den Reihen Bonner Bürger organisierten eine Spendensammlung, die mehr als eine Million DM erbrachte.
Das bürgerliche Engagement rührte daher, der Darbietung der Musik des in Bonn geborenen Komponisten ein angemessenes Konzertgebäude zu verschaffen. Darüber hinaus sollte sich in dem neuen Haus der Geist der jungen Bundesrepublik zeigen. Wie in Bonn gab es in der Nachkriegszeit in zahlreichen Kommunen Ausschreibungen für Kulturbauten, die „dem neuen Geist eine Form geben“ sollten. In Bonn wurde diese Absicht mit der Beethovenhalle in einer Weise realisiert, die, so der Kunsthistoriker Jörg Rüter, „beispielhaft für einen demokratischen Entscheidungsprozeß (ist), der von der Formulierung der Wettbewerbsforderungen bis hin zu der Frage der Ausstattungsstücke reicht.“
Die heutige Beethovenhalle ist das dritte Konzertgebäude in der Geschichte Bonns, das diesen Namen trägt. Die folgende Darstellung der Geschichte der beiden im 19. Jahrhundert errichteten Hallen basiert auf der Studie von Jörg Rüter Die Bonner Beethovenhalle.

### Erste Beethovenhalle
Die erste Beethovenhalle entstand 1845 als „kurzzeitige Festarchitektur und Kulisse“ für Franz Liszt. Er war zum Dank für seine großzügige Geldspende zur Errichtung des Beethoven-Denkmals nach Bonn geladen worden und sollte bei den Feierlichkeiten zur Enthüllung Regie führen. Die bereits für 2.000 Besucher umgebaute Akademische Reitbahn lehnte er als Veranstaltungsort ab. Stattdessen entstand auf dem Privatgelände des Räss’schen Gartens neben der Franziskanerkirche ein Neubau. Die Pläne dazu wurden von 14 Bonner Werkmeistern gefertigt. Heute befindet sich dort das Viktoriabad. Der Bau erfolgte unter Leitung des Kölner Dombaumeisters Ernst Friedrich Zwirner und des Architekten Vincenz Statz.
Die erste Beethovenhalle wurde im Basilikastil (bestehend aus einem Mittel- und zwei Seitenschiffen) als Holzbau errichtet und konnte 3.000 Personen aufnehmen. Sie wurde wegen ihrer Akustik gelobt und war eine „Leistung handwerklicher Akkordarbeit“. Innerhalb von zwölf Tagen hatten 95 Zimmerleute, Schreiner und Dekorateure ein Festgebäude mit Kapitellschmuck, aufgemalten Friesen und Wandverkleidungen geschaffen. Zwei Monate nach dem Beethovenfest von 1845 bot ein Notar die Halle zum „Verkauf auf Abbruch“ an. Feuerpolizeiliche Gründe spielten dabei eine wichtige Rolle. Das anfallende Baumaterial wurde an den Meistbietenden versteigert.

### Zweite Beethovenhalle

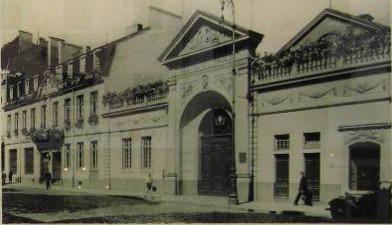
1870 errichtete Beethovenhalle – Eingang

1870 errichtete Beethovenhalle – Innenansicht

Aus Anlass des 100. Geburtstages von Ludwig van Beethoven wurde 25 Jahre später am Vierecksplatz in der Brückenstraße, heute Berliner Freiheit 20-24, eine neue Halle errichtet. Der Rat der Stadt entschied sich am 4. Februar 1870 für den Neubau am Vierecksplatz. Vorher hatte eine Suche nach alternativen Orten zur Durchführung des geplanten Festes zum 100. Geburtstages des Komponisten stattgefunden. In die engere Wahl waren die evangelische Kreuzkirche am Kaiserplatz gekommen (die aber erst im August 1870 fertiggestellt wurde); die Universitätsaula und der Arkadenhof der Universität. Der Industrielle Joseph Drammer sowie der Bonner Bürgerverein und ein im Entstehen begriffener Beethoven-Aktienverein hatten auf der Grundlage unterschiedlicher Vorstellungen als potentielle Finanziers dieses Projekts mit der Stadt verhandelt. Der am 3. März 1870 begonnene Neubau erfolgte auf Grundlage eines Finanzierungsplans, der von einem Beethovenkomitee, das sich aus 38 Bonner Bürgern zusammensetzte, der Stadtverwaltung und dem Bauunternehmer Joseph Engelskirchen erarbeitet worden war. Am 2. April 1870 wurde der Grundstein gelegt. Engelskirchen lieferte den Entwurf für die Beethovenhalle.
Der Bau entstand überwiegend aus Tannenholz mit einer freistehend vorgelagerten Stuckfassade, die eingeschossig in neoklassizistischem Stil und mit einem giebelbekrönten Rundbogenportal die Gestalt der eigentlichen Halle verdeckte. Das Gebäude war eine dreischiffige Basilika mit längsseitiger Empore. Es fasste rund 1500 Besucher. Die Einweihung erfolgte anlässlich des 100. Geburtstags von Beethoven am 17. Dezember 1870.
Die Halle wurde im Verlauf der nächsten Jahrzehnte zu einem „international angesehenen und wegen ihrer Akustik gelobten Zentrum des Musiklebens“. Der Bau diente jedoch nicht nur der Pflege der klassischen Musik. Ihre Verwendung reichte von Dichterlesungen bis zu Boxkämpfen, von Max Reinhardts Oedipus-Masseninszenierung und den Oberammergauer Passionsspielen bis zu landwirtschaftlichen Ausstellungen und Wohltätigkeitsbazaren mit Budenzauber und rheinischen Kirchmessen, von Universitätsfeiern und Rektoratsübergaben bis zu Karnevalssitzungen und Maskenbällen, von Katholikentagen bis zu Parteiveranstaltungen der NSDAP. Am 12. Juni 1938 wurde eine von Richard Lange geschaffene Marmorbüste Beethovens enthüllt, die Reichsinnenminister Wilhelm Frick gestiftet hatte.
Während des Zweiten Weltkrieges wurde diese zweite Beethovenhalle am 18. Oktober 1944 durch einen Bombenangriff zerstört.

### Neubau der dritten Beethovenhalle

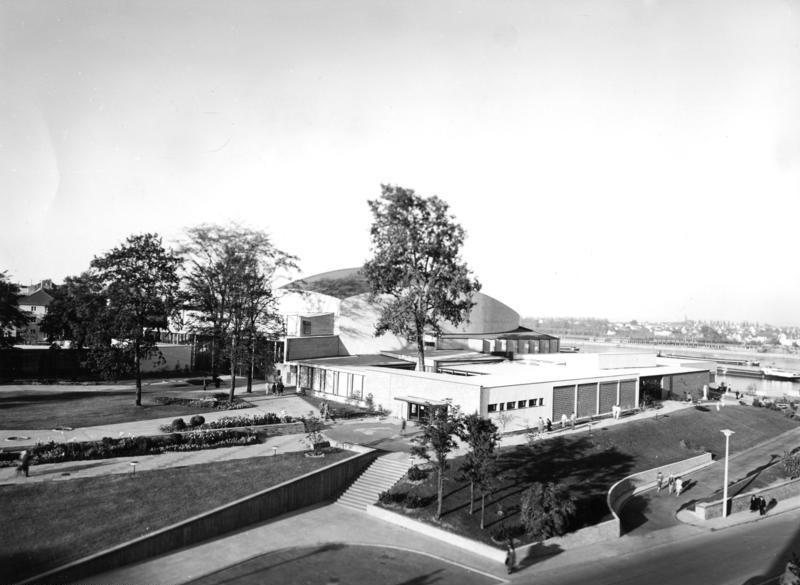
Beethovenhalle kurz nach der Eröffnung im Oktober 1959

1950 begannen die ersten Aktivitäten zur Errichtung einer neuen Halle. Im Mai dieses Jahres kam es im Metropol zu einer Festaufführung des österreichischen Spielfilms Eroica zu Gunsten des Wiederaufbaus der Beethovenhalle. Am 10. Juni 1950 stellte die Bonner Rundschau eine hölzerne Nachbildung des Bonner Brückenmännchens auf dem Münsterplatz auf und ließ es gegen einen Beitrag für die inzwischen angelaufene Spendensammlung benageln. Eine wichtige Rolle bei den Unterstützungsaktionen zum Neubau spielte ab 1951 der Stifterverband Beethovenhalle Bonn. Zahlreiche Unterstützungsaktionen fanden in den folgenden Jahren im In- und Ausland statt. Zu den prominenten Künstlern, die sich daran beteiligten, gehörten Elly Ney und Andor Foldes. Höhepunkt der internationalen Spendenwerbung war am 5. Dezember 1956 ein Sonderkonzert von Andor Foldes in der Carnegie Hall in New York City.
Bei der Suche nach einem Standort für die Halle kam der Platz der im Krieg zerstörten zweiten Beethovenhalle nicht mehr in Frage. Das machte die Neuordnung der Ost-West-Achse im Bereich Bertha-von-Suttner-Platz/Berliner Freiheit unmöglich. Am 19. Januar 1952 empfahl der Bauausschuss des Stadtrates, die Halle auf dem Gelände der zerstörten Universitätskliniken am nördlichen Rand der Altstadt zu bauen. Dieser Empfehlung folgte der Rat der Stadt mit Beschluss vom 21. März 1952.
Im Januar 1954 erfolgte die Ausschreibung des Architektenwettbewerbs zur Erlangung von Entwürfen für die neue Halle. In einem internationalen Wettbewerb beteiligten sich 109 Architekten. Nach einer Vorprüfung der Entwürfe tagte im August 1954 das Preisgericht unter der Leitung von Otto Bartning und Paul Bonatz. In den Fluren des Ernst-Moritz-Arndt-Gymnasiums waren die Modelle ausgestellt und konnten dort begutachtet werden. Sechs Entwürfe schieden wegen fehlender Unterlagen im ersten Orientierungsgang aus. Nach einer Besichtigung des Wettbewerbsgeländes wurden auf einem sog. „ersten Rundgang“ weitere 42 Modelle einstimmig aus der weiteren Beurteilung ausgesondert. 14 Entwürfe blieben nach vier Rundgängen in der engeren Auswahl. Bis dahin durch Tarnziffern anonym gehalten, wurde mit der Öffnung der Teilnehmerumschläge dem Entwurf des damals 29-jährigen Architekten und Scharoun-Schülers Siegfried Wolske der erste Preis zuerkannt. Der zweite Preis ging an den Berliner Architekten Willy Kreuer und dessen Mitarbeiter Heinz Weden.
Der Rat der Stadt fasste am 8. Juni 1955 den Errichtungsbeschluss. Die Grundsteinlegung erfolgte am 16. März 1956 durch den damaligen Bundespräsidenten Theodor Heuss. In der von Heuss unterschriebenen Urkunde zur Grundsteinlegung drückten neben ihm der Bonner Oberbürgermeister Peter Maria Busen und die Mitglieder des Stadtrates den Wunsch aus, dass die neue Halle „zu einem internationalen Zentrum der Pflege Beethovenscher Musik“ werde. 1959 war der Neubau unter der Leitung Siegfried Wolskes vollendet. Die Kosten betrugen 9,5 Millionen. DM. Die Spendensammlung erbrachte mehr als 1 Mio. DM, Bund und Land NRW gaben jeweils eine Million, die Stadt Bonn 6,5 Millionen Mark. Der umbaute Raum maß 73.000 m³ und der große Saal bot 1.402 Plätze.
Mit einem Festakt wurde am 8. September 1959 die neue Beethovenhalle eröffnet, eingeleitet mit Beethovens Zur Weihe des Hauses. Ansprachen hielten Bundespräsident Theodor Heuss, der Kultusminister des Landes Nordrhein-Westfalen, Werner Schütz, und Oberbürgermeister Wilhelm Daniels. Paul Hindemith dirigierte persönlich seine Nobilissima Visione. Zehn Tage später, am 18. September 1959, fand erstmals das Beethovenfest der Stadt Bonn in dem neuen Konzertsaal statt. Prominentester Künstler dieses XXII. Beethovenfestes war Yehudi Menuhin.

### Denkmalschutz

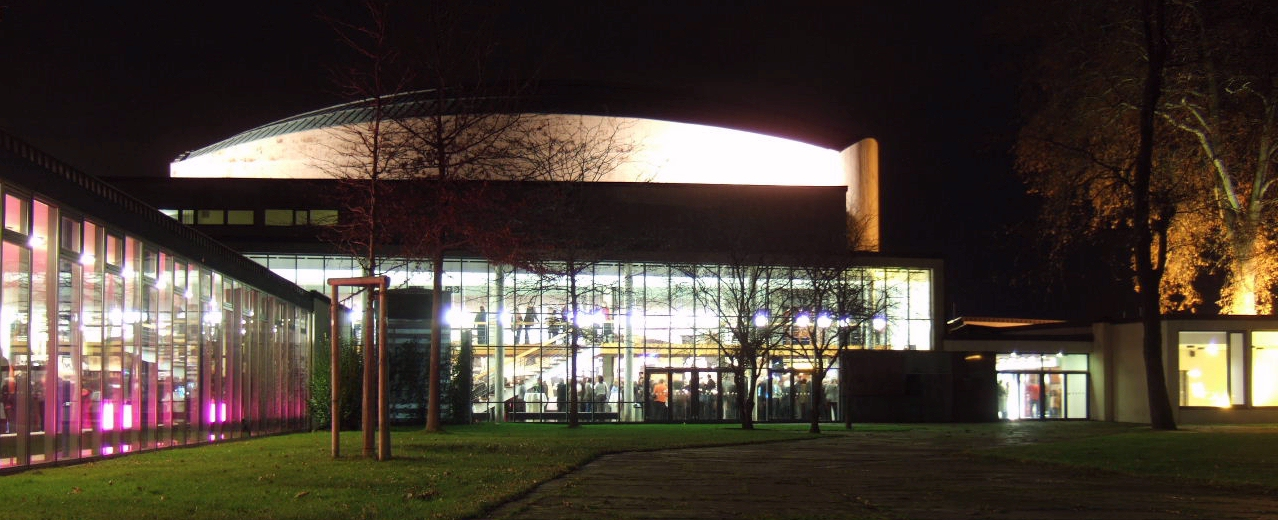
Nachtansicht

Die Beethovenhalle wurde 1990 in die Denkmalliste der Stadt Bonn eingetragen. Für die Erhaltung und Nutzung des Gebäudes sprechen, so die Begründung der Denkmaleigenschaft, „(bau)künstlerische, wissenschaftliche, insbesondere architekturgeschichtliche und städtebauliche Gründe“. Die Denkmaleigenschaft umfasst das gesamte Gebäude der Beethovenhalle – einschließlich Restauranttrakt mit Terrasse und Treppenaufgängen – bestehend aus Großem Saal, Studio, Kammermusiksaal, Vortragsraum, Kassenhalle und Garderobe sowie den verschiedenen (Raucher-)Foyers. Die Beethovenhalle „verkörpert baugeschichtlich die Richtung des organischen Bauens“, die sich vom rein „funktionalen Bauen“ abhebt. „Sie reiht sich bundesweit“, so die Begründung weiter, „in die Gruppe von Konzertbauten der Nachkriegszeit ein, wie zum Beispiel die Philharmonie in Berlin oder die Liederhalle in Stuttgart. Bauplastische Strukturelemente, von der expressionistischen Architektur ausgehend, werden dort weiterentwickelt. Außen- und Innengestaltung gehen in Material, Form und Farbe eine gelungene Synthese mit der Funktion ein, die bis heute dem Bau in seiner unveränderten Form seine unverwechselbare künstlerische Individualität geben.“ In städtebaulicher Hinsicht „dokumentiert die Beethovenhalle in hervorragender Weise die Neubebauung auf dem Gelände der ehemaligen Bastionärsbefestigung Bonns des 17. Jahrhunderts und der Stadterweiterung des 19. Jahrhunderts. In exponierter Lage, auf dem erhöhten Rheinufer gelegen, gehört sie zur unverwechselbaren Stadtsilhouette Bonns.“ Ein weiterer Aspekt, der die Denkmaleigenschaft der Halle begründet, ist ihre künstlerische Ausstattung.
Im Februar 2011 beantragte Landeskonservator Udo Mainzer bei der Bonner Stadtverwaltung, die gesamte Fläche rund um die Beethovenhalle ebenfalls unter Schutz zu stellen. „Dabei meint er das Gesamtbild mit Wiese, Wegen, Parkplatz und Zufahrt, das eine bewusste Einheit mit dem Bauwerk darstelle – ähnlich wie die Außenanlagen der Schlösser in Brühl.“

### Modernisierung und Erweiterung

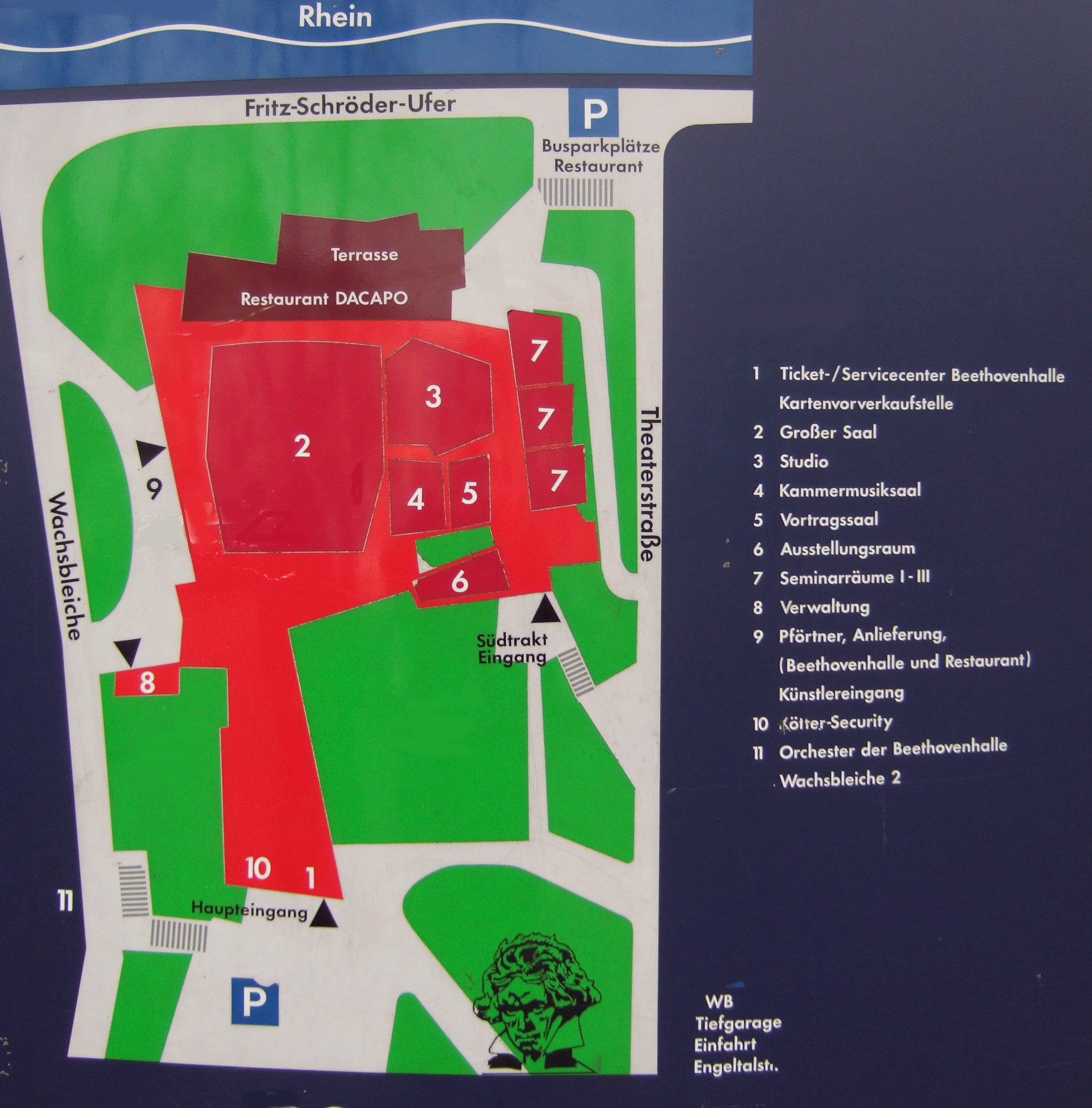
Lageplan der Beethovenhalle (2009)

Im Sommer 1985 musste die Beethovenhalle wegen eines Feuerschadens durch Brandstiftung geschlossen und renoviert werden. Betroffen waren vor allem die Akustikdecke, die Orgel und der östliche Teil des Saales. In den 1980er Jahren wurde die Halle so stark genutzt, dass sie teilweise drei Jahre im Voraus gebucht werden musste. Pläne, in der Nachbarschaft der Halle ein Konferenzzentrum zu errichten, wurden nicht realisiert. Ende der 1980er Jahre bis Anfang der 1990er Jahre gab es mehrfach Pläne, die Halle umzubauen. Nachdem sie 1990 unter Denkmalschutz gestellt worden war, nahm die Stadt davon Abstand. Von April 1996 bis Sommer 1997 wurde die Halle unter der Planung von Siegfried Wolske für 22,6 Millionen DM (entspricht 11,35 Millionen Euro) modernisiert und im südlichen Bereich um drei kombinierbare Seminarräume sowie ein Tagungsbüro (letztere im Januar 1997 fertiggestellt) erweitert.
Nach der Erweiterung besteht die Beethovenhalle aus vier Veranstaltungsbereichen:
- Großer Saal (1980 Plätze)
- Studio (487 Plätze)
- Kammermusiksaal (240 Plätze)
- Forum Süd (Kongresszentrum mit Seminarräumen, 600 Plätze[21])

2005 wurden Optimierungsmaßnahmen im Umfang von 1,9 Millionen Euro seitens der Stadtverwaltung erwogen, darunter Maßnahmen zur Optimierung der Hallenakustik. Durchgeführt wurden diesen Maßnahmen nicht. Brandschutzmaßnahmen wurden 2007 getätigt und hatten einen Umfang von 1,5 Millionen Euro. Für die Jahre 2011 und 2012 beschloss der Rat der Stadt Bonn am 14. April 2011 Investitionen in Höhe von insgesamt 2,8 Millionen Euro. Mit diesen Mitteln sollen u. a. Klimaanlage und Tontechnik modernisiert werden.
Parallel zu diesen Maßnahmen entstand im Frühjahr 2007 auf Initiative des 1996 gegründeten Bonner Kulturrats die Idee durch die drei ortsansässigen DAX-Unternehmen (Deutsche Telekom, Deutsche Post, Deutsche Postbank) der Stadt ein Festspielhaus schenken zu wollen. Einen Grundsatzbeschluss zur Verwirklichung dieses Projektes fasste am 13. Juni 2007 der Rat der Stadt mehrheitlich. Ein Großteil der daraufhin eingereichten Entwürfe eines Architektenwettbewerbs im Jahr 2008 sah den Totalalabriss des Bestandsgebäudes vor. Das "Für und Wider" zum Projekt Festspielhaus Beethoven zog sich während der Amtszeit von OB Bärbel Dieckmann und Jürgen Nimptsch bis zum Juni 2015 hin und scheiterte schlussendlich am Rückzug der Investoren und am Widerstand der Befürworter der denkmalgeschützten Beethovenhalle.
Im Juni 2012 gab die Stadtverwaltung das Ergebnis eines Gutachtens zur Sanierung der Beethovenhalle bekannt: Eine Grundsanierung für eine „Multifunktionshalle“ würde danach knapp 30 Millionen Euro kosten; etwa 43 Millionen Euro müssten investiert werden, wenn die Beethovenhalle zu einem „hochwertigen Konzertsaal“ umgebaut werden soll. Im Juli 2013 entschied der Rat der Stadt Bonn, die Verwaltung mit der Erstellung eines Kosten- und Zeitplans zur Ertüchtigung der Beethovenhalle, bezogen auf eine multifunktionale Nutzung, zu beauftragen.
Ende Februar 2014 schrieb das Städtische Gebäudemanagement (SGB) europaweit nach VOF eine „Sanierung bzw. Ertüchtigung der Beethovenhalle Bonn – Objektplanung, Gebäude und Innenräume“ aus. Bereits im Oktober erhielt das Büro Nieto Sobejano Arquitectos den Zuschlag. Weil zeitgleich immer noch die alternative „Sponsorenlösung“ für den Neubau des Festspielhauses Beethoven in der Rheinaue (neben dem Post-Tower) im Raum stand, schlugen die Verfasser im Entwurfstext gleich drei Varianten der Sanierung vor: „Sollte der Bau des Festspielhauses scheitern, ist in Variante 3 zusätzlich zu den Maßnahmen aus Variante 1 und 2 der Umbau des Großen Saals zu einem hochwertigen Konzertsaal erforderlich“.
Im Mai 2015 entschied sich "der Rat der Stadt Bonn für die zweite Variante, die „ein Konzept zur behutsamen Modernisierung der Beethovenhalle zu einer "Multifunktionshalle“ vorsieht". Ähnliche "integrative" Konzepte waren auch schon im Architektenwettbewerb im Jahr 2008 vorgeschlagen worden, wie das von Antonio Citterio, das eine "Rekontextualisierung" vorsah, indem "neue Elemente mit den existierenden Formen zu einer meisterhaften Komposition zusammengeführt werden sollten."
Im Juni 2015 zog sich die Deutsche Post AG als letzter der drei Sponsoren aus dem Rheinauen-Projekt zurück, nachdem insbesondere die Finanzierungsfrage ungeklärt geblieben war. Post-Vorstandschef Frank Appel bemängelt in seiner Begründung den fehlenden Schulterschluss in der Stadt, die sich bereits anders entschieden hatte.
Am 7. April 2016 stimmten CDU, Grüne, FDP, Linke und AfD für die Sanierung, die ursprünglich 60,7 Millionen Euro kosten sollte. SPD, Sozialliberale und der Bürger Bund Bonn stimmten gegen die Sanierung. Bereits Mitte August 2016 erhöhte sich die Kostenprognose noch vor Beginn der Sanierung um 5,5 Millionen Euro. Mitte November 2016, nach dem Ende des Beethovenfestes, begann die Sanierung der Beethovenhalle. Ende August 2017 zeichnete sich erstmals eine Verzögerung der ursprünglich für März 2019 vorgesehenen Fertigstellung ab. Bis Juni 2018 stieg die Kostenprognose bereits auf 79 Millionen Euro. Im Oktober 2018 teilte die Stadtverwaltung mit, dass die Kosten aufgrund des „schlechten und unberechenbaren“ Untergrundes unter der Beethovenhalle auf rund 94 Millionen Euro steigen. Im März 2019 verschob sich der Fertigstellungstermin auf das Jahr 2022 und die Kostenprognose stieg auf 102 Millionen Euro. Am 7. März 2019 teilte die Stadt in einer Stellungnahme zu einer Anfrage der SPD-Fraktion mit, dass die Probleme im Untergrund bereits seit 1996 bekannt waren. Ende Juni 2019 teilte die Stadtverwaltung in einer Pressemitteilung mit, dass die Kosten der Sanierung im schlechtesten Fall auf rund 166 Millionen Euro steigen. Gleichzeitig sei mit einer Fertigstellung nicht vor Mitte 2022 zu rechnen. Einige Monate später erklärte OB Ashok Sridharan: „es gebe nach dem Start einer neuen Objektüberwachungsfirma noch keinen mit allen Beteiligten abgestimmten Terminplan. Statt des zuletzt genannten Termins könnte die Sanierung nun Mitte 2024 beendet sein. An den zuletzt genannten Kosten von maximal 166 Millionen Euro hat sich nichts geändert“.
2021 galten aber auch diese Termin- und Kostenziele als „gefährdet“ und wurden 2022 auf Kosten von 195 Millionen Euro bei Fertigstellung frühestens 2025 korrigiert. Aber: auch dieser Terminplan sei „volatil“, warnt das SGB... Es müsse „bereits heute davon ausgegangen werden, dass sich diese Zahl weiter erhöht“, wie einer vertraulichen Beschlussvorlage für den Rat zu entnehmen ist.

## Architektur

### Gebäude
Der Gebäudekomplex der Beethovenhalle besteht aus einer Gruppe unregelmäßig geformter Kuben mit unterschiedlichen Dachneigungen, die um den überkuppelten Saalbau herum angeordnet sind. Zentraler Baukörper ist die Kuppel, die wie eine Welle vom Rhein aufsteigt. Ihre Höhe beträgt 25 Meter über dem Fundament. Sie überspannt den 36 Meter breiten und 49 Meter tiefen Saal. Es handelt sich um eine freitragende, mit Kupfer eingedeckte Stahlkonstruktion. Das Dach, das 1975 neu gedeckt wurde, umfasst eine Fläche von 2000 Quadratmetern. Wasserschäden hatten die Renovierung nötig gemacht. Dabei wurde eine Holzkonstruktion unter dem Dach eingebaut, die die Traufhöhe unwesentlich veränderte. Die Dachfläche weist seitdem sieben zum Rhein parallele Abtreppungen auf, die die von Osten nach Westen verlaufende Kurve der Kuppelwölbung kreuzen. Die mittlere Abtreppung, das Zentrum der Kuppel, ist seit einem Sturm im Jahr 2007 teilweise mit einem provisorischen Belag überzogen, dessen Material und Farbe nicht an die Umgebung angepasst ist.
Die Bestandteile des Komplexes sind voneinander abgegrenzt und ordnen sich der Kuppel unter. Das Zentrum des Hallenkomplexes hat einen asymmetrischen nichtaxialen Grundriss. Dem Großen Saal sind südlich ein querstehendes, 500 Quadratmeter großes, östliches Studio über fächerförmigem und im Westen ein 192 Quadratmeter großer Kammermusiksaal über trapezförmigem Grundriss vorgelagert. Daran schließt sich südlich auf einem unregelmäßig langgestreckten, viereckigen Grundriss ein quergestellter 145 Quadratmeter großer Vortragssaal an. Erweitert wurde dieser Teil des Gebäudekomplexes Mitte der 1990er Jahre durch den Anbau von drei Seminarräumen.

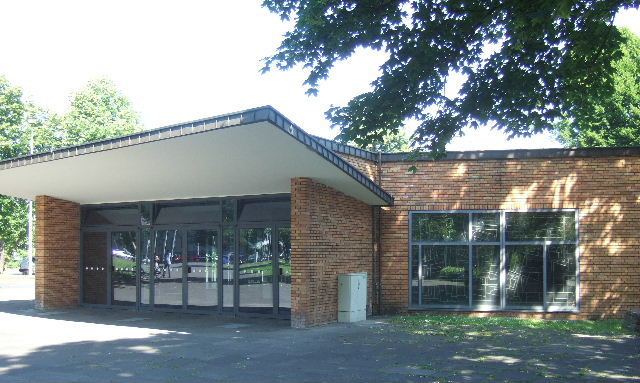
Eingang
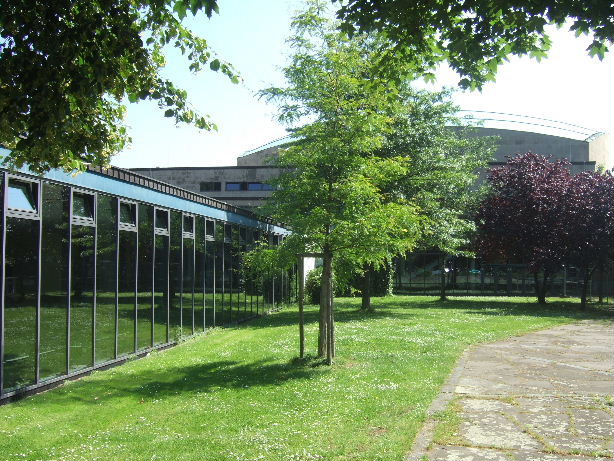
Blick von Westen
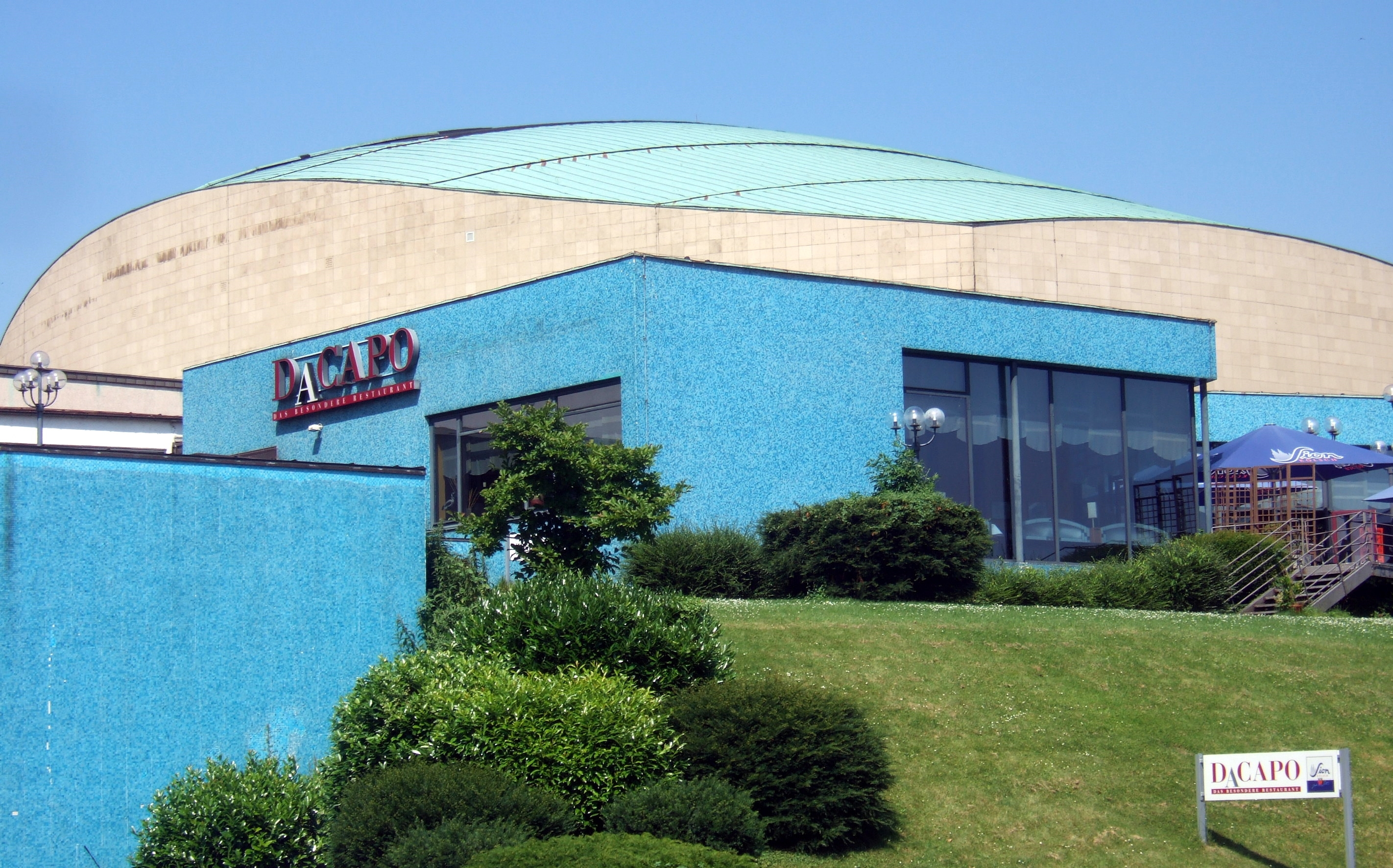
Rheinseite
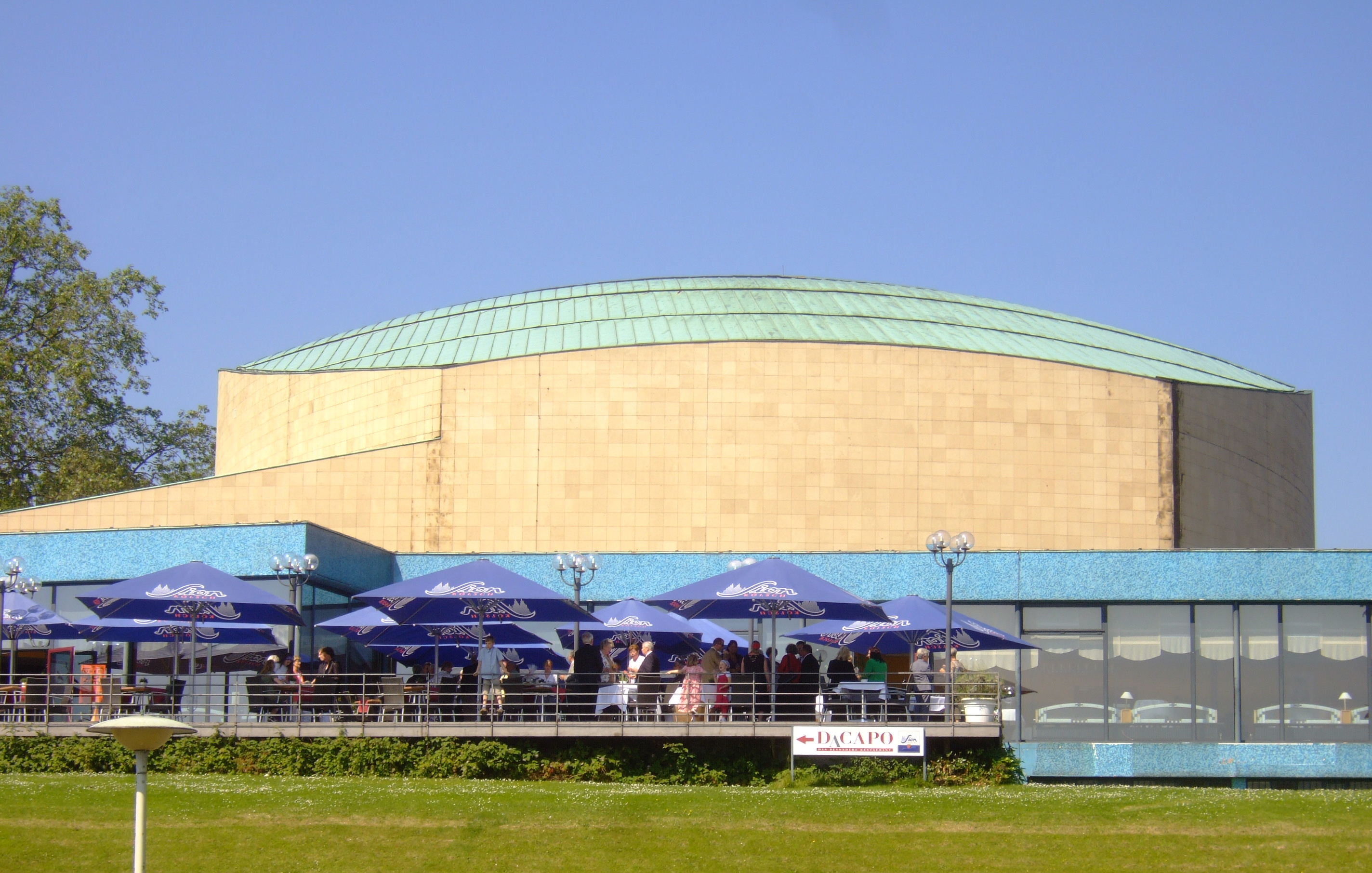
Rheinseite

### Innenarchitektur
Der Architekt erschloss das dem Großen Saal vorgelagerte Hauptfoyer durch einen fingerartigen, länglichen Flachbau, in dem die Eingangs- und Kassenhalle und die Garderobe untergebracht sind. Die in Backstein gemauerte und kaum Tageslicht einlassende Kassenhalle verjüngt sich nach Osten und mündet in den vier Stufen tiefer liegenden Garderobenbereich. Die Südseite dieses Bereiches ist völlig in Glas aufgelöst.
Das Hauptfoyer selbst wird durch frei im Raum positionierte Treppenaufgänge zur Empore des 977 Quadratmeter großen Saals geprägt. Die Grundrissform des Saales ist elliptisch geschwungen, an mehreren Stellen gerade oder kurvig abgeschnitten. Der große Saal, durch eine Holzverkleidung „nahezu expressionistisch wirkend“, einheitlich matt ocker getönt, liegt im Zentrum des Baus und verfügt über ein 280 Quadratmeter großes Orchesterpodium und hatte bei der Eröffnung Sitzplätze für 1400 Besucher. Der Parkettboden weist keinen Anstieg auf.
Die „flach sphäroide“ Decke unter der Kuppel besitzt innen eine aus stereometrischen Reliefkörpern gebildete angehängte Oberfläche. Mit Portalen, die zwischen den kiemenartig ausgestellten Seitenwänden liegen, öffnet sich der Große Saal zu einem Wandelgang und zum Hauptfoyer, das den Zugang zu zwei Raucherfoyers eröffnet.

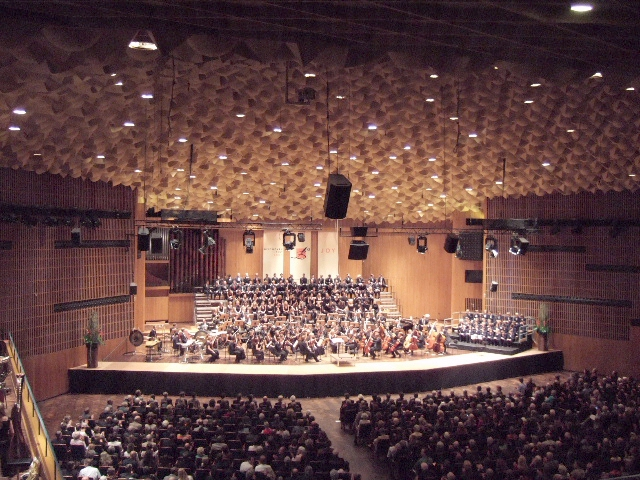
Großer Saal – Konzert während des Beethovenfestes 2007

Hauptfoyer, Wandelgang, Kammermusik- und Vortragssaal umschließen einen kleinen Innenhof, in dem eine Platane steht. Die Säle und Studios sind miteinander verbunden, sodass es möglich ist, vom nördlichen Wandelgang und den Foyers über das am Rhein gelegene Restaurant in die südlichen Räume und von da wieder in die westliche Eingangshalle zu gelangen.
Bei den Baustoffen bemühte sich Wolske um den Einsatz edelster Rohstoffe aus der ganzen Welt. Die Stadt listete sie in Bonn Beethovenhalle auf und nennt u. a. Granite aus Schweden, Glasmosaik aus Italien, Marmor aus Italien, Teakholzparkett aus Burma, Afrormosia-Parkett aus Westafrika und Holz der Wandvertäfelungen im Großen Saal aus Japan.

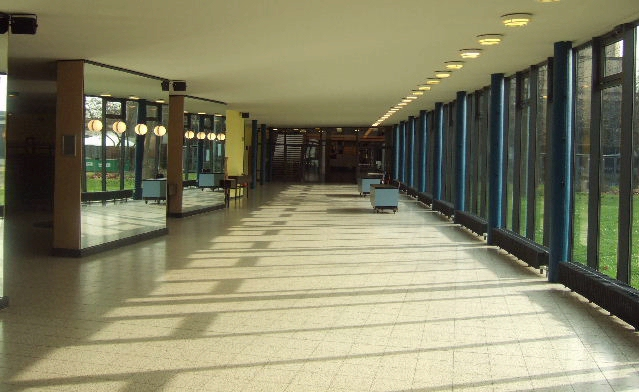
Garderobentrakt
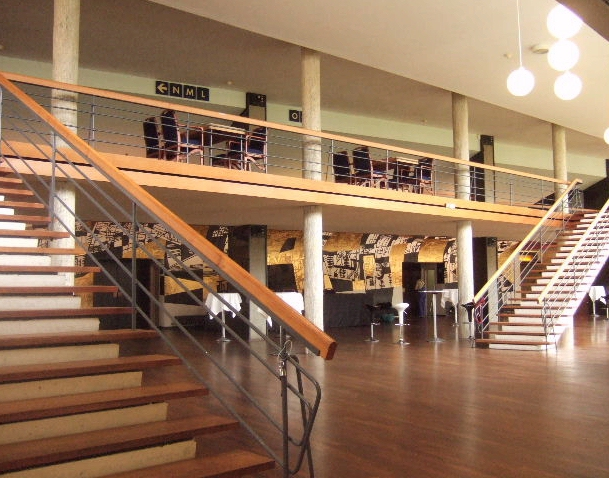
Hauptfoyer
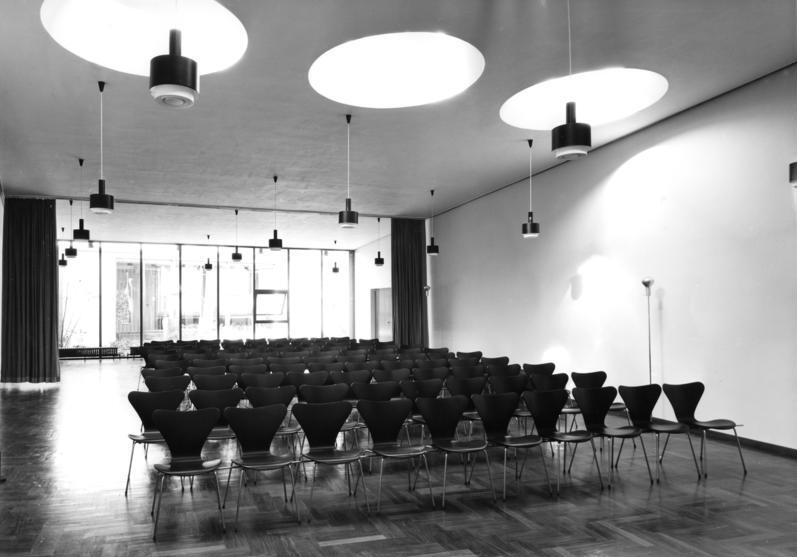
Vortragssaal (Aufnahme aus dem Jahr 1959)
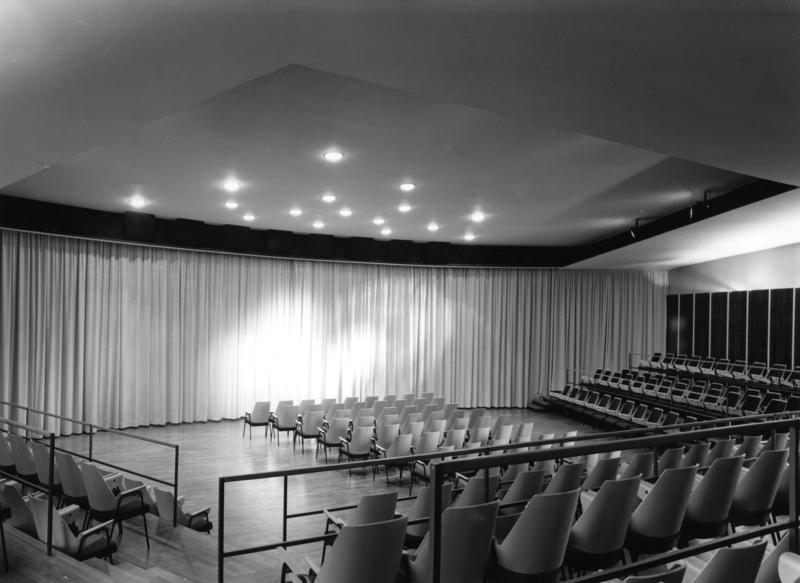
Studio (Aufnahme aus dem Jahr 1959)

### Orgel
Zur Ausstattung der Bühne gehört eine Orgel mit 5258 Pfeifen und 67 Registern (+ eine Transmission) auf vier Manualen mit mechanischer Ton- und elektrischer Registertraktur. Sie wurde 1959 von der Orgelmanufaktur Klais erbaut und hat folgende Disposition:
| I Oberwerk C–a3 |        |
| Prinzipal       | 8′     |
| Bleigedackt     | 8′     |
| Oktave          | 4′     |
| Rohrflöte       | 4′     |
| Nasat           | 2 ⁄3′  |
| Superoktave     | 2′     |
| Terz            | 1 3⁄5′ |
| Septime         | 1 ⁄7′  |
| Scharff V–VI    | 1⁄4′   |
| Quintzimbel II  | 2⁄3′   |
| Dulzian         | 16′    |
| Krummhorn       | 8′     |
| Tremolo         |        |

| II Hauptwerk C–a3 |       |
| Prinzipal         | 16′   |
| Oktave            | 8′    |
| Rohrflöte         | 8′    |
| Weidenpfeife      | 8′    |
| Superoktave       | 4′    |
| Koppelflöte       | 4′    |
| Hohlflöte         | 2′    |
| Kornett III       | 2 ⁄3′ |
| Rauschpfeife IV   | 2 ⁄3′ |
| Mixtur V          | 1 ⁄3′ |
| Trompete          | 8′    |
| Trompete          | 4′    |

| III Schwellwerk C–a3 |       |
| Pommer               | 16′   |
| Holzprinzipal        | 8′    |
| Spitzgedackt         | 8′    |
| Viola di Gamba       | 8′    |
| Schwebung            | 8′    |
| Oktave               | 4′    |
| Querflöte            | 4′    |
| Quinte               | 2 ⁄3′ |
| Schwegel             | 2′    |
| Sesquialter II       | 1 ⁄3′ |
| Mixtur V             | 2′    |
| Nonenzimbel IV       | 2⁄7′  |
| Bombarde             | 16′   |
| Trompete             | 8′    |
| Oboe                 | 8′    |
| Clairon              | 4′    |
| Tremolo              |       |

| IV Brustpositiv C–a3 |       |
| Holzgedackt          | 8′    |
| Quintadena           | 8′    |
| Blockflöte           | 4′    |
| Prinzipal            | 2′    |
| Rohrflöte            | 2′    |
| Spitzquinte          | 1 ⁄3′ |
| Sifflöte             | 1′    |
| Acuta IV–VI          | 1     |
| Terzzimbel III       | 16′   |
| Holzschalmei         | 8′    |
| Vox humana           | 8′    |
| Tremolo              |       |

| Pedal C–g1       |       |
| Untersatz        | 32′   |
| Prinzipalbass    | 16′   |
| Subbass          | 16′   |
| Pommer (aus III) | 16′   |
| Oktavbass        | 8′    |
| Holzflöte        | 8′    |
| Rohrgedackt      | 8′    |
| Oktave           | 4′    |
| Spitzflöte       | 4′    |
| Nachthorn        | 2′    |
| Nonenkornett V   | 2′    |
| Hintersatz V     | 2 ⁄3′ |
| Kontraposaune    | 32′   |
| Posaune          | 16′   |
| Trompete         | 8′    |
| Clarine          | 4′    |
| Singend Kornett  | 2′    |

### Akustik
Die erste und ganz besonders die zweite Beethovenhalle waren berühmt wegen ihrer guten Raumakustik. Das sollte für den Bau der neuen Halle ebenfalls gelten. Mit der akustischen Ausgestaltung des großen Saales wurde deshalb von den Bauherren der Göttinger Physiker Erwin Meyer beauftragt. Er stand vor der Aufgabe, gute akustische Bedingungen für einen Raum zu schaffen, der sowohl als Konzertsaal für Musik, speziell klassische Musik, vorgesehen war als auch für Veranstaltungen, in denen Redebeiträge im Vordergrund standen – wie zum Beispiel bei Kongressen und Karnevalsveranstaltungen.
„Darf man auch heute noch die Akustik so dem architektonischen Zufall überlassen?“, fragte Meyer in einem Beitrag für den vom damaligen Bonner Kulturamtsleiter Gert Schroers herausgegebenen Band über die Beethovenhalle. „Diese Frage“, so Meyer weiter, „ist mit einem glatten Nein zu beantworten. Die wissenschaftliche Akustik ist so weit fortgeschritten, dass man die grundlegenden Erfordernisse für eine gute Akustik genau kennt und sie berücksichtigen kann. Dass es wirklich so ist, zeigen zahlreiche nach dem Kriege in allen Ländern neu erbaute Konzertsäle, Theater, Opernhäuser.“
Eines der wichtigsten Ziele, die Meyer zusammen mit dem Architekten anstrebte, war es, mit Hilfe von Baumaterialien – in der Beethovenhalle sind das z. B. die Holzvertäfelungen an den Seitenwänden und die Gestaltung der Decke – dafür zu sorgen, dass der Anteil des Direktschalls gegenüber den Reflexionen ausgewogen ist, groß genug, um die Musik noch klar und transparent wahrzunehmen, aber nicht zu groß, um den räumlichen Eindruck nicht zu mindern. Der Nachhall sollte räumlich gut verteilt sein, einen merklichen Anteil am Gesamtschall haben und nicht zu kurz sein, um den Hörer möglichst gut von der Musik zu umhüllen. Als die besten Nachhallzeiten gelten 1,5 bis 2 Sekunden.
Seit dem Bestehen der Beethovenhalle gab es mehrfach Untersuchungen und Gutachten ihrer Raumakustik. 1988 testete ein Team der japanischen Universität Osaka die Akustik in mehreren europäischen Konzerthallen, neben der Beethovenhalle die Concertgebouw-Halle in Amsterdam, die Münchner Philharmonie am Gasteig und den wohl berühmtesten klassischen Saal, den Großen Musikvereinssaal in Wien. Die Bonner Halle konnte dabei, so der General-Anzeiger in einem Artikel unter der Überschrift „Beethovenhalle hat erstklassige Akustik“, die besten Nachhallzeiten vorweisen. In dem Standardwerk „Akustik und musikalische Aufführungspraxis“ von Jürgen Meyer rangiert die Beethovenhalle auf den besten Plätzen bei den „Neuen“, das heißt den zwischen 1951 und 1986 erbauten Konzertsälen mit sehr viel besseren Werten als die Royal Festival Hall in London – vor deren Modernisierung, die 2008 abgeschlossen wurde – und minimal besseren als die Kölner Philharmonie.
Vor dem Hintergrund gewachsener Konkurrenz mit neu gebauten Konzerthallen in Nachbarstädten beauftragte die Stadt im Jahr 2005 die Firma Graner&Partner mit einem Gutachten über die Akustik. Tenor des Gutachtens: die Akustik der Halle rangiere unter den besseren in Europa, minimale Verbesserungen würden sie hervorragend machen. Die am 17. Februar 2005 vorgelegten Vorschläge zur „Raumakustischen Verbesserung“ stellen nach Messungen der Nachhallzeit und Messungen der Raumimpulsantwort Mängel im Bereich des Podiums und des vorderen Zuschauerbereiches fest. Das Gutachten schlug zwei Varianten zur Beseitigung der Mängel vor, wobei für die umfangreichere Variante ein Kostenumfang von 800.000 Euro berechnet wurde. „Mit dieser Variante“, so die abschließende Bewertung des Gutachtens, „läßt sich eine sehr gute Konzertakustik realisieren. Die Nachhallzeit wird auf ein Niveau angehoben, das den heutigen Hörgewohnheiten entspricht, und das Reflexionsbild wird ausgeglichen.“ Umgesetzt wurden die vorgeschlagenen Verbesserungen nicht.
Diesen gutachterlichen Ergebnissen entspricht das Klangerlebnis von Konzertbesuchern. „Auf den meisten Plätzen hört man gut bis sehr gut“, schreibt der Kölner Musikwissenschaftler Michael Gassmann, „einzig ganz rechts und ganz vorne verfehlen Teile des Klangs das Publikum. Aber in welchem Saal der Welt – den ewigen Referenzbau Wiener Musikverein einmal ausgenommen – gäbe es nicht tote Ecken? Selbst in der Kölner Philharmonie bekommen am Rande Sitzende die an der Rampe stehenden Solisten kaum mit. Das ist in der Beethovenhalle anders: Der Klang eines großen Orchesters und der Solisten mischt sich zu einem homogenen Ganzen. Bei Klavierabenden zeigt sich, dass auch ein einzelnes Instrument den Raum insgesamt zum Schwingen bringt.“
Hatte Leonard Bernstein der Akustik in den 1980er Jahren Lob gespendet, so übte demgegenüber sein Dirigentenkollege Kurt Masur im März 2010 Kritik. „Hören Sie diese trockene Akustik?“ zitierte ihn der General-Anzeiger Bonn am 29. März 2010, „man merkt nicht, dass sich der Klang bewegt.“ Die Beethovenhalle sei nicht als reiner Konzertsaal gebaut worden, „heute rechnet man mit einem Volumen von zehn Kubikmetern Luftraum pro Besucher, um eine gute Akustik zu haben, das wird hier nicht erreicht“. Masurs Kritik, die sofort von den Befürwortern des Festspielhauses übernommen wurde, widersprach wenige Tage später Heribert Beissel, der Leiter der Klassischen Philharmonie Bonn. „Die Klassische Philharmonie Bonn“, so Beissel, „hat durch die regelmäßigen Konzerte pro Monat in den elf größten Konzertsälen der BRD die besten Vergleichsmöglichkeiten mit der Bonner Beethovenhalle und dadurch eine fundierte Beurteilungskompetenz. Im Vergleich zum Idealfall der Hamburger Musikhalle haben andere Säle, wie z. B. der Gasteig in München größere akustische Mängel vorzuweisen als die Bonner Beethovenhalle.“
Neun Monate später, nachdem sich die Bonner Stadtspitze von dem Festspielhausprojekt vorerst verabschiedet hatte, erhellten Masurs Äußerungen worum es ihm eigentlich bei der Akustik-Schelte ging: ..Ich bin sehr niedergeschlagen", sagte er. Nach Bonn komme er nur, weil Beethoven noch da sei. Deshalb richtete noch einmal einen Appell an die Stadt, die einmalige Chance zum Bau eines Beethoven Festspielhauses Bonn nicht komplett verstreichen zu lassen. Bonn müsse eine Pilgerstadt für Beethoven werden, so wie es Salzburg für Mozart sei."

### Kunst im Innen- und Außenbereich

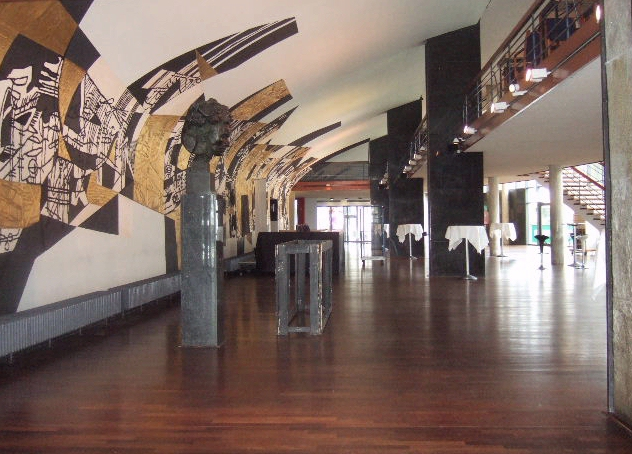
Hauptfoyer mit der von Joseph Fassbender gestalteten Wand – davor die Beethovenbüste von Émile-Antoine Bourdelle

Bei der Eröffnung der Halle am 9. September 1959 wurde die Ausstellung Berliner Künstler der Gegenwart u. a. mit Werken von Bernhard Heiliger, Hann Trier, Karl Schmidt-Rottluff und Hans Uhlmann gezeigt. Heiliger und Uhlmann hatten sich mit eigenen Arbeiten an der künstlerischen Gestaltung der Halle beteiligt. Auf der Rheinseite steht seit 1959 eine abstrakte Skulptur von Hans Uhlmann. Eine Plastik von Bernhard Heiliger war viele Jahre im Innenhof der Halle ausgestellt.
Die Beteiligung von bildenden Künstlern an der Gestaltung der Beethovenhalle entsprach Siegfried Wolskes Vorstellung von der Halle als einem Gesamtkunstwerk mit der Verbindung von Kunst und Architektur. Wolske selbst betätigte sich als Künstler: Am Haupteingang variiert ein Farbfenster den Grundriss der Halle. Von Joseph Fassbender sind im Großen Foyer eine Wandmalerei ohne Titel und im Kleinen Raucherfoyer die Wandmalerei Vihaminazhera zu sehen. Frankreich schenkte Émile-Antoine Bourdelles Beethoven-Porträt, das im Großen Foyer aufgestellt ist. Vor der Halle befindet sich seit 1986 die Betonplastik Beethon von Klaus Kammerichs. Auf der Rheinseite ist in einiger Entfernung von Uhlmanns Plastik ein Werk von Alexander Wahl mit dem Titel Vertrauen in die Zukunft zu sehen.

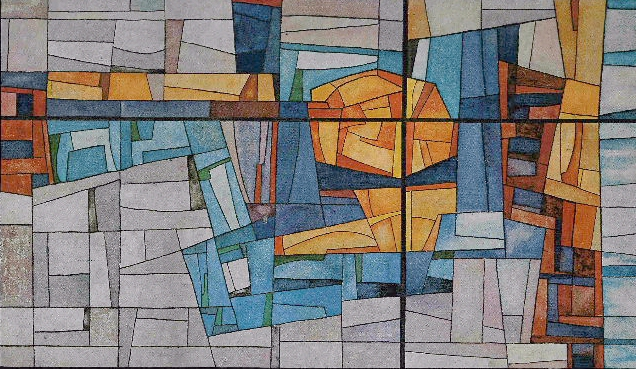
Siegfried Wolske (Entwurf): Farbfenster
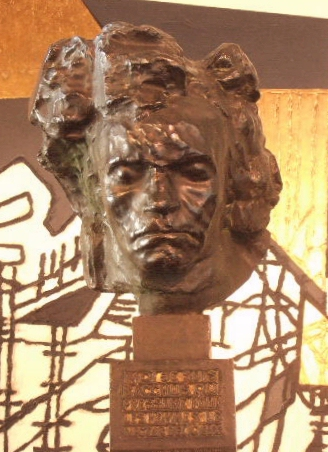
Émile-Antoine Bourdelle: Beethoven – im Hintergrund die von Joseph Fassbender gestaltete Wand
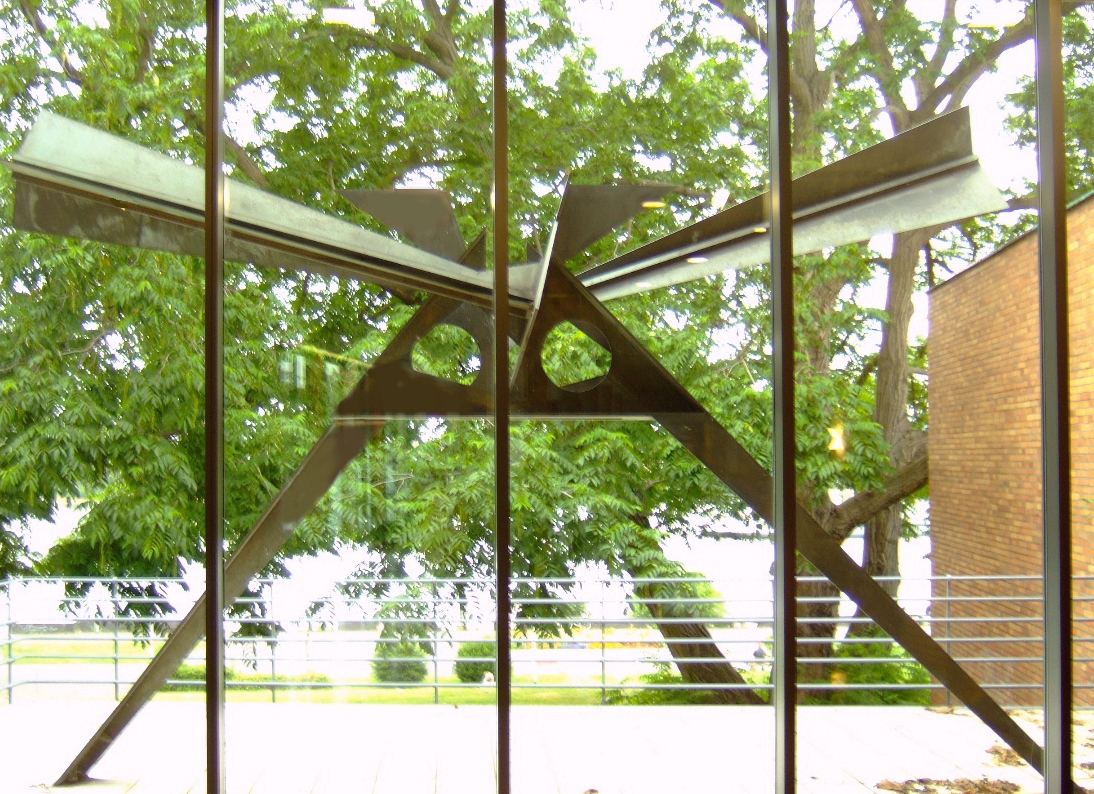
Hans Uhlmann: o. T. (1959)
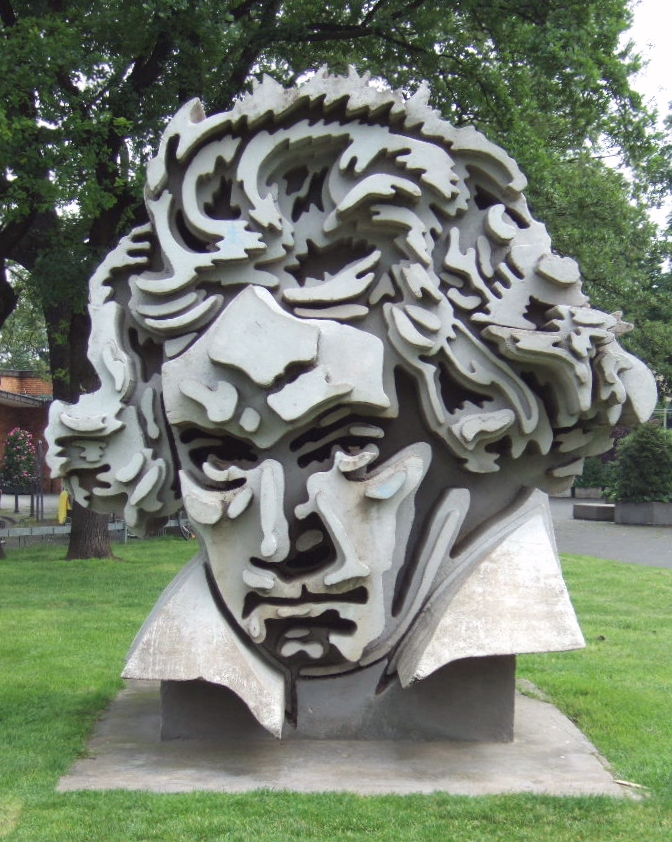
Klaus Kammerichs: Beethon (1986)

### Einordnung
Entscheidend beeinflusst ist Siegfried Wolskes Arbeit von Hans Scharoun. Scharoun hatte seit 1946 den Lehrstuhl und die Leitung des Instituts für Städtebau der Technischen Universität Berlin inne. Wolske zählte zu dem Kreis von Studenten, der die Entwürfe Scharouns diskutierte und weiter entwickelte.
Mit seinen Grundrissgestaltungen aus runden und gekurvten Formen stellte Scharoun sich gegen die Bauhaus-Architektur und wandte sich der organischen Architektur zu, deren wichtigster Vertreter er in Deutschland war. Waren bei den Bauhaus-Architekten Geometrie und Proportionen die formbestimmenden Grundlagen ihrer Architektur-Projekte, so wollte Scharoun in der Planungspraxis eine „individuelle“ Gestalt finden, die neben der Funktionalität des Gebäudes auch die physiologische und psychologische Wirkung auf den Benutzer berücksichtigt. Scharoun räumte der „Organform“ seiner Projekte eine „Eigengesetzlichkeit ein, die eine geistige Haltung reflektiert, die auch irrationale Momente enthält und nicht unbedingt mit der reinen Zweckerfüllung übereinstimmen muß“.
In diesem Sinne strebte Siegfried Wolske für die Beethovenhalle eine besondere Gestalt, eine ganz individuelle „Organform“ an, deren Wesen der Kultur verbunden ist, einer Kultur, deren Ziel es ist, „die Menschen zueinanderzubringen“. Und wie Scharoun wollte Wolske zwischen Individuum und Gesellschaft eine Vermittlung durch „Räume der Mitte“ als Umgebung gemeinschaftlichen Handelns. So sagte er in einer Rede, die er am Abend des 7. September 1959, dem Tag vor der feierlichen Einweihung der Beethovenhalle, bei der Schlüsselübergabe an den damaligen Bonner Oberbürgermeister Wilhelm Daniels hielt:

„Das Wesen dieses Baus ist in besonderer Weise mit der Gesellschaft im weiten Sinne des Wortes – und ihren spezifischen Aufgaben in ihrer eigenen Sache, der Kultur, verbunden. Wenn das Ziel der Kultur nicht ein ästhetisches ist, so kann es nur darin liegen, die Menschen zueinanderzubringen.“

An einer anderen Stelle heißt es:

„Bauen nicht des Bauens wegen, nicht einer ästhetischen Konzeption zuliebe, nicht, um allein einen gut funktionierenden technischen Apparat zu schaffen, ist die Aufgabe! Sie müßte vielmehr lauten: Zusammenhänge zwischen Individuum und Gesellschaft, zwischen Produktion und Rezeption, Musikspiel und Musikaufnahme, zwischen Darstellung und Betrachtung, zwischen Bewegung und Ruhe, Konzentration und Entspannung sichtbar zu machen.“

Architekturprojekte, die auf nationaler Ebene in enger zeitlicher Verbindung zur Beethovenhalle stehen, sind der 1952 bis 1954 erbaute Konzertsaal der Musikhochschule Berlin und die 1955/1956 erbaute Liederhalle Stuttgart. Der von Paul Baumgarten erbaute Konzertsaal in Berlin ist außen durch die parabolische Krümmung seiner aus einem Kubus emporragenden Kuppel charakterisiert. Die Kuppel der Beethovenhalle ähnelt ihr in der Grundform und der architektonischen Einordnung. Erwin Meier, der Wolske beriet (s. Kapitel „Akustik“), hatte die Akustik des Konzertsaals der Musikhochschule Berlin begutachtet. Bei der von Adolf Abel und Rolf Gutbrod erbauten Stuttgarter Liederhalle ähnelt der Grundriss dem Grundriss der Beethovenhalle. „Es fällt bei beiden ein Kontrast von gekurvten und geraden Linien auf, der in Stuttgart noch stärker betont ist“, fasst Jörg Rüter die Ähnlichkeiten zwischen beiden Projekten zusammen. „Auch die Vermeidung des rechten Winkels“, fährt er fort, „ist beiden Grundrissen gemein. Eine weitere Verwandtschaft zeigt die Wahl der Baumaterialien. Wie in der Beethovenhalle werden auch in der Liederhalle eigenständige Kunstwerke in Form von Bauplastiken integriert.“

### Medienecho
Der Bau der Beethovenhalle fand in nationalen und internationalen Medien ein vielfältiges Echo. Das gilt sowohl für Rundfunk und Fernsehen als auch für die Tages- und die Fachpresse.
Einige Tage vor der Einweihung widmete sich am 29. August 1959 einer der damaligen Herausgeber der Frankfurter Allgemeinen Zeitung (F.A.Z.), Karl Korn, in einem Beitrag dem Ereignis und porträtierte das neue Gebäude. „Der Beitrag der neuen Architektur (in Bonn)“, schreibt er, „der bisher aus Ministerien und Wohnsiedlungen bestand, ist nicht gerade ein Ruhmesblatt gewesen. In vierzehn Tagen wird das anders werden. Die Beethovenhalle wird in der Diskussion über neue Architektur genannt und beachtet werden.“ Korn lobt die Initiative und den Mut, dass Bonn „einen so jungen, also noch unerfahrenen Architekten an diese enorme Aufgabe herangelassen hat.“ Und abschließend heißt es: „Bonn hat einen hohen architektonischen und städtebaulichen Gewinn zu verzeichnen.“ „Die Halle selbst“, so Richard Biedrzynski in der Stuttgarter Zeitung am 3. September 1959, „hält sich an die Maße des Menschlichen.“ Für den Autor ist es „schon heute sicher“, dass der neue Bau „der provisorischen Bundeshauptstadt einen Akzent gibt, der über den Tag hinaus wirken wird, wenn Bonn nicht mehr Bundeshauptstadt sein sollte. Bonn ist ein Ersatz für Berlin. Seine Beethovenhalle aber wird den Wechsel der Zeiten und Systeme überstehen. Sie ist besser als alles, was man bisher und sonst im Namen des größten Sohns der Stadt unternommen hat.“ Am 18. September 1959 beschäftigte sich der Vorwärts mit dem Neubau, ganz besonders mit der Akustik. Sie „ist glänzend“ schreibt der Verfasser. „Wie Professor Dr. Dr. Erwin Meyer ausführte“, so der Vorwärts, „hieß die Alternative bei der Beethovenhalle entweder eine optimale Akustik für Sprache oder für Musik. Man entschied sich für letzteres, weil beides bei Würdigung aller obwaltenden Umstände nicht zu vereinen war.“ Was die Architektur angeht, so der Vorwärts, „ist die Beethovenhalle ein großer Wurf. Man sollte sich über den Mut freuen, daß dem damals erst 28jährigen Scharounschüler Siegfried Wolske diese große Chance geboten wurde. Hut ab vor dieser Stadtvertretung!“

## Nutzung

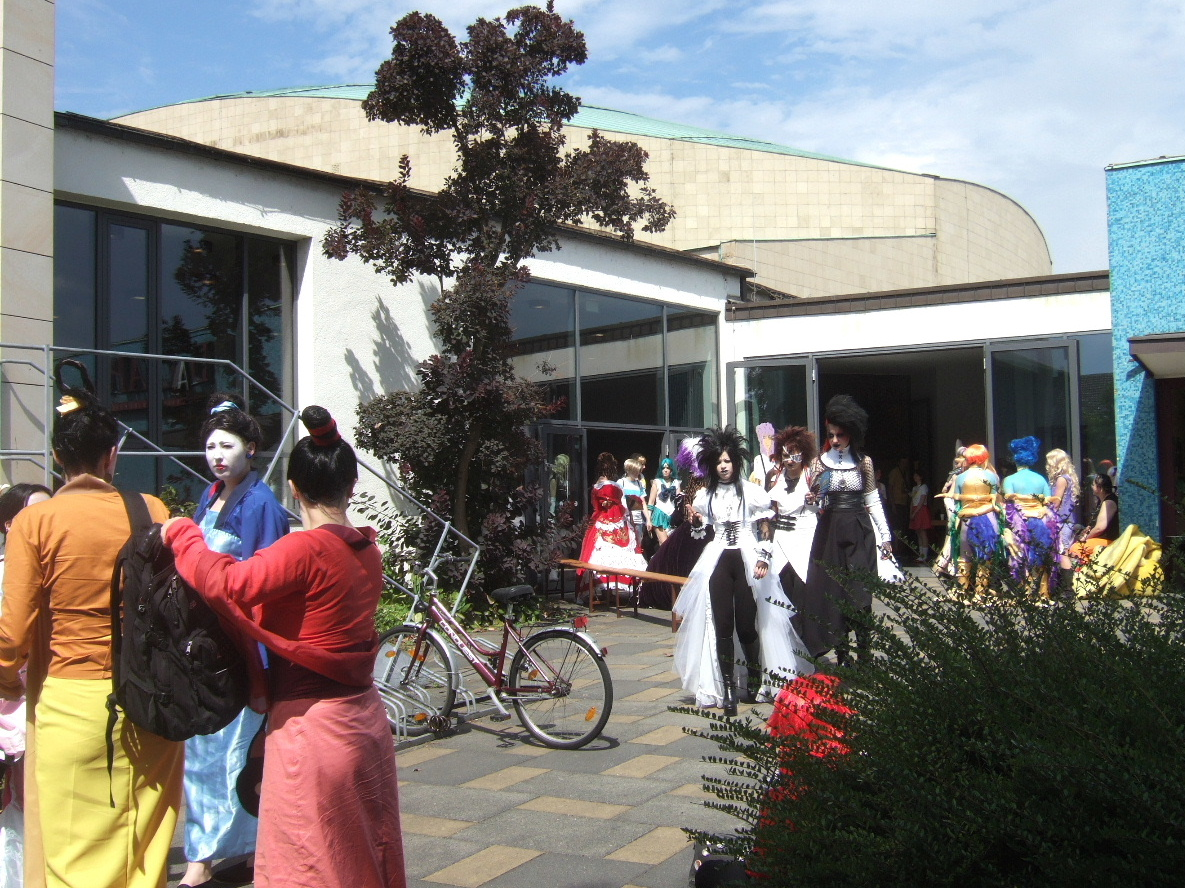
AnimagiCs vor der Halle (2009)

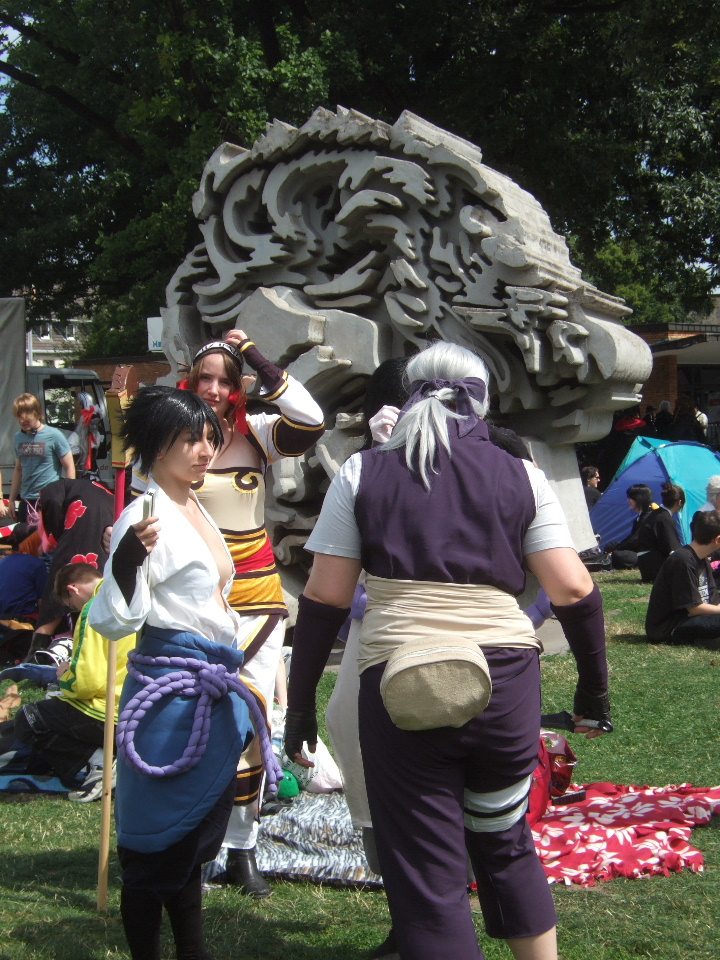
AnimagiCs vor der Halle (2009)

Eigentümerin der Beethovenhalle ist die Stadt Bonn. Sie unterstützt den Betreiber der Halle durch Zuschüsse und erstattet die Personal- und Bewirtschaftungskosten in Höhe von rund einer Million Euro. Seit 2008 war die Bonn Conference Center Management GmbH der Betreiber. Gleichzeitig betrieb diese Firma das World Conference Center Bonn (WCCB). Nachdem die Firma im Zusammenhang mit dem WCCB-Desaster im Oktober 2009 Insolvenz anmelden musste, drohte Ende 2009 eine Gefährdung des Beethovenhallen-Betriebes. Im Februar 2010 beschloss der Rat der Stadt zur Sicherung des weiteren Betriebes, dass die Halle wieder in städtischer Regie geführt wird.
Die Beethovenhalle wird bis heute für zahlreiche musikalische Aufführungen genutzt, daneben auch für andere Veranstaltungen. Mit dem Großen Saal verfügt die Beethovenhalle dabei, so der Betreiber, über einen Konzert- und Kongresssaal „von internationalem Format“. Das Podium lässt viel Raum für „großzügige Inszenierungen“. Bei Bedarf kann die Empore durch absenkbare Deckenelemente vom Saal getrennt werden. Neben dem Großen Saal ist das Forum Süd heute wesentlicher Bestandteil des Nutzungskonzeptes. Laut „Jahresbericht Beethovenhalle 2007“ fanden in diesem Jahr 119 Veranstaltungen mit 246.000 Teilnehmern statt. 170 Veranstaltungen wurden vom Betreiber „verkauft“. Nicht mitgezählt sind dabei die 118 Probetage des Beethoven Orchesters Bonn.

### Konzerthaus
Die Beethovenhalle ist „Heimathalle“ des Beethoven Orchesters Bonn, das von 1945 bis 2003 den Namen Orchester der Beethovenhalle Bonn trug. Die wichtigsten Aufführungen des Orchesters finden im Großen Saal des Hauses statt. Mehrfach im Jahr gibt die Klassische Philharmonie Bonn Konzerte. Das Eröffnungs- und das Abschlusskonzert des Beethovenfestes findet im großen Saal statt, genauso wie das Abschlusskonzert der Beethoven Competition Bonn for Piano. Prominente Musiker und Orchester aus der ganzen Welt gastieren in der Halle. Dazu gehörten Leonard Bernstein und Herbert von Karajan, die Pianisten Hélène Grimaud und Lang Lang, das New York Philharmonic Orchestra unter Lorin Maazel, das London Symphony Orchestra unter Daniel Harding, das Orchestre National de France unter Kurt Masur und das Gewandhausorchester unter Riccardo Chailly.
Zu den Werken, die in der Beethovenhalle uraufgeführt wurden, gehört Karlheinz Stockhausens „Fresco“. Für die fünfstündige Aufführung im Jahr 1969 waren die vier Orchestergruppen in den Gängen der Halle verteilt. Das Projekt, von dem „Fresco“ ein Werk war, nannte Stockhausen „Musik für die Beethovenhalle“.
Seit ihrem Bestehen wurde die Beethovenhalle als Ort für die Aufnahmen von klassischen Musikaufführungen genutzt. Dazu zählen in den letzten Jahren Produktionen für den CD-Markt wie die Leonore 1806, eine spezielle Frühfassung von Beethovens Oper Fidelio, die in Zusammenarbeit mit dem Beethoven-Archiv Bonn erstmals beim 35. Beethovenfest 1997 aufgeführt und produziert wurde, die Lukas-Passion von Krzysztof Penderecki und Ernst Kreneks Oper Karl V. 2009 entstand eine DVD mit Beethovens Sinfonien-Zyklus. Dabei spielte die Deutsche Kammerphilharmonie Bremen unter der Leitung von Paavo Järvi.

### „Bonns größte Disco“

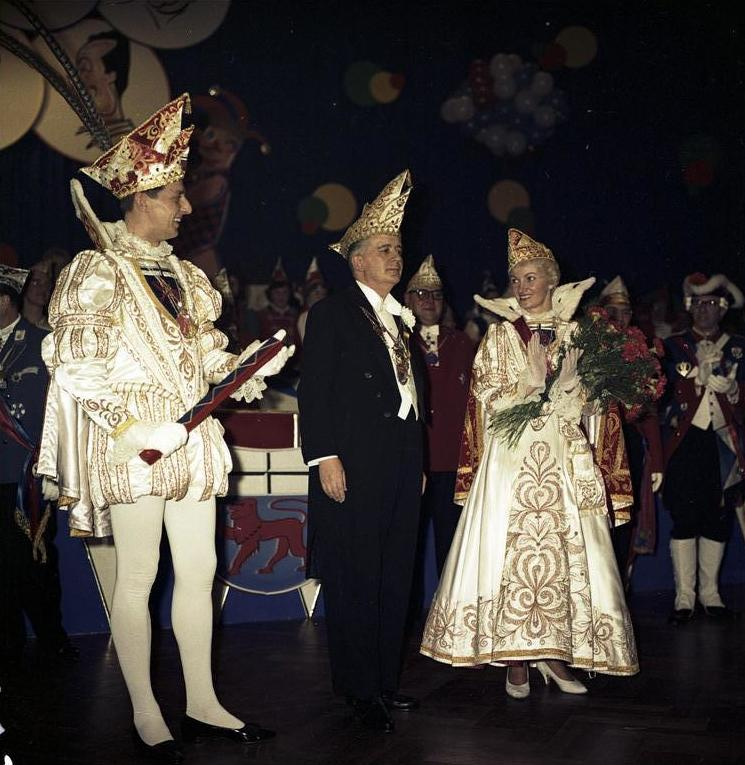
Prinzenproklamation 1961

Neben Konzerten finden in der Halle Tagungen und Konferenzen sowie Abendveranstaltungen, Partys und Gastspiele statt. Die Proklamation des Bonner Karnevalsprinzenpaares gehört zu diesen Veranstaltungen genauso wie die The Final-Abiparty mit etwa 4500 Besuchern oder der Fun Kölsch Karneval, bei denen die Beethovenhalle zu „Bonns größter Disco“ wird.
Seit 2006 findet jährlich in der Beethovenhalle die AnimagiC statt, eine der größten deutschsprachigen Anime-Conventions. 2009 nahmen rund 15.000 Manga- und Anime-Fans daran teil.

### Historischer Versammlungsort

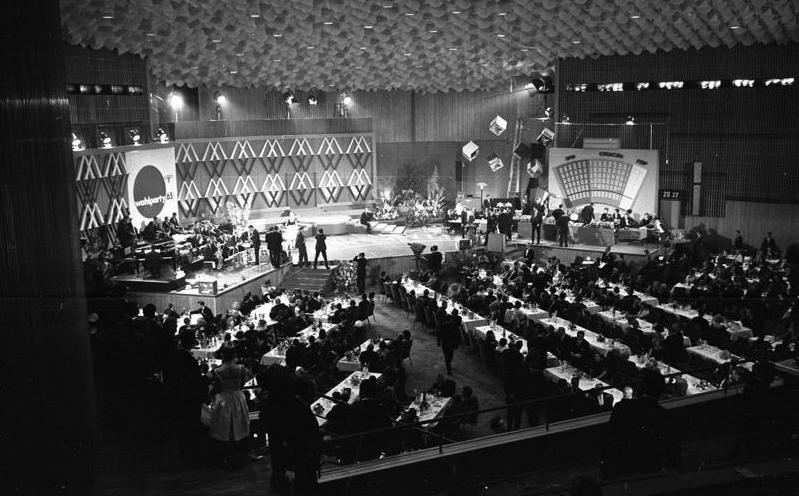
Wahlparty in der Beethovenhalle zur Bundestagswahl 1965

In der Zeit, als Bonn Bundeshauptstadt war, stellte die Beethovenhalle einen Ort dar, an dem zahlreiche repräsentative und historische Veranstaltungen der Bundesrepublik Deutschland stattfanden. Von besonderer Bedeutung war die Beethovenhalle in der Zeit von 1974 bis 1989 als Ort der Bundesversammlung. Die 6. Bundesversammlung tagte am 15. Mai 1974. Ihre Präsidentin war Annemarie Renger. Die Versammlung wählte Walter Scheel zum vierten Bundespräsidenten der Bundesrepublik Deutschland. Am 23. Mai 1979 tagte die 7. Bundesversammlung in der Beethovenhalle. Ihre Präsidenten waren Richard Stücklen, Hermann Schmitt-Vockenhausen und Liselotte Funcke. Bei der Wahl wurde Karl Carstens zum Bundespräsidenten gewählt. Die 8. Bundesversammlung fand am 23. Mai 1984 statt. Ihr Präsident war Rainer Barzel. Bei der Wahl wurde Richard von Weizsäcker zum Bundespräsidenten gewählt. Er wurde auf der 9. Bundesversammlung, der letzten in Bonn, am 23. Mai 1989 wiedergewählt. Sie fand unter der Leitung von Rita Süssmuth statt. Zudem fand in der Beethovenhalle von 1959 bis 1989 der Bundespresseball statt, womit sie der mit Abstand längste Ausrichtungsort dieser Veranstaltung ist.
| Datum                 | Veranstaltung                                               | Anmerkungen                                                                  |
| --------------------- | ----------------------------------------------------------- | ---------------------------------------------------------------------------- |
| 21.–23. März 1966     | 14. CDU-Bundesparteitag                                     | Abschied von Konrad Adenauer als Parteivorsitzendem, Wahl von Ludwig Erhard  |
| 22.–24. Juni 1970     | 21. FDP-Bundesparteitag                                     |                                                                              |
| 18.–20. November 1971 | Außerordentlicher Bundesparteitag der SPD                   | Thema: Steuerpolitik                                                         |
| 12. Juni 1973         | 21. CDU-Bundesparteitag                                     | Erstmalige Wahl von Helmut Kohl zum Parteivorsitzenden                       |
| 14. Juni 1987         | Außerordentlicher Bundesparteitag der SPD                   | Abschied von Willy Brandt als Parteivorsitzendem, Wahl von Hans-Jochen Vogel |
| 9. November 1987      | 35. CDU-Bundesparteitag                                     |                                                                              |
| 16./17. November 1992 | Außerordentlicher Bundesparteitag der SPD                   | Thema: Asylpolitik (Asylkompromiss)                                          |
| 9. Oktober 1993       | Außerordentlicher Bundesparteitag von Bündnis 90/Die Grünen | Thema: Krieg im ehemaligen Jugoslawien                                       |
| 29. August 1998       | Außerordentlicher Bundesparteitag der FDP                   |                                                                              |
| 23.–25. Oktober 1998  | 11. Bundesparteitag von Bündnis 90/Die Grünen               | Beschluss zur erstmaligen Regierungsbeteiligung auf Bundesebene              |

## Verschiedenes

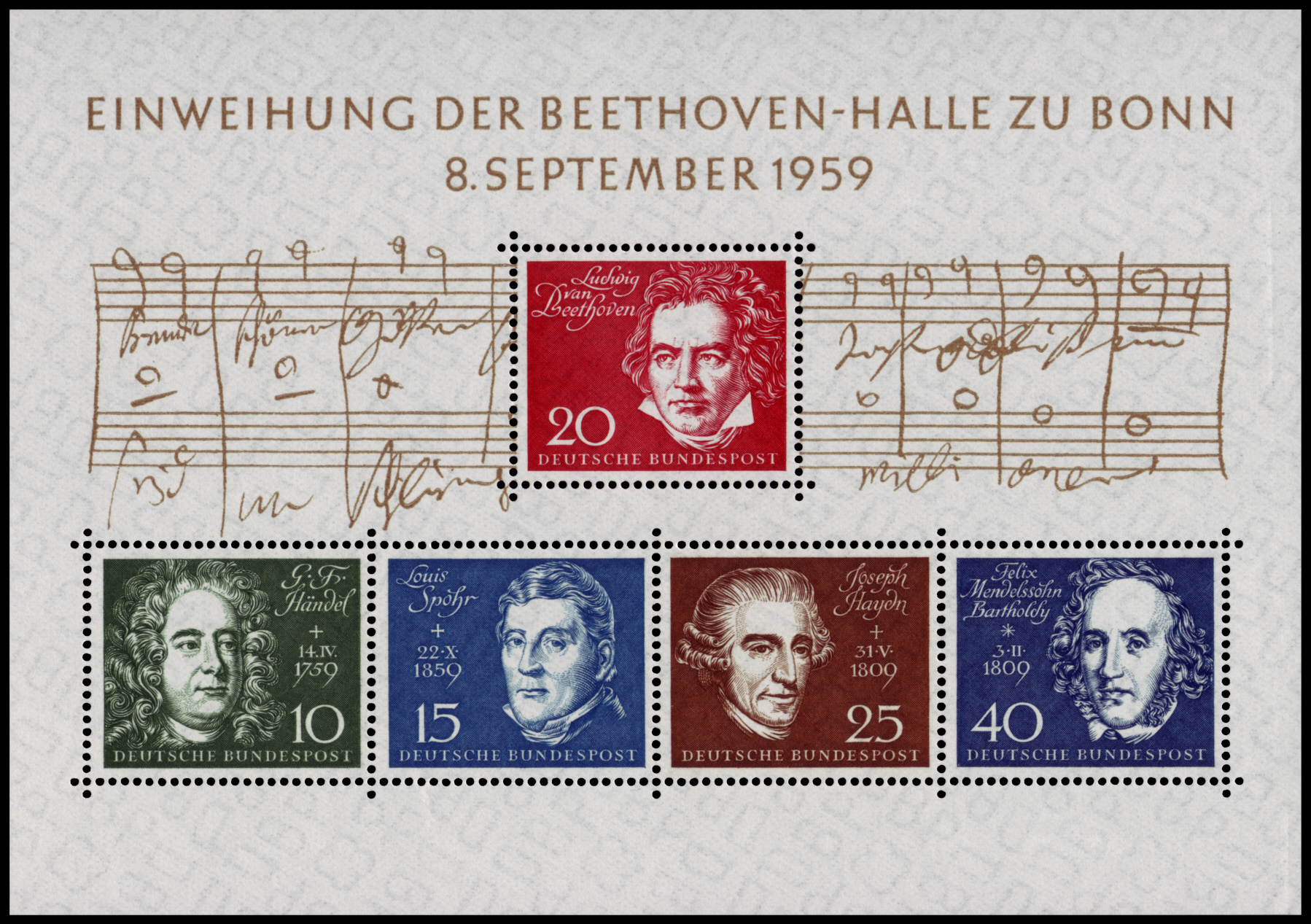
Briefmarkenblock der Deutschen Bundespost (1959) zur Einweihung

Zu Ehren der Einweihung gab die Deutsche Bundespost ihren ersten Briefmarkenblock mit fünf deutschen Komponisten heraus, mit Ludwig van Beethoven, Georg Friedrich Händel, Louis Spohr, Joseph Haydn und Felix Mendelssohn Bartholdy.
Die Beethovenhalle ist die neunte Station des seit 2006 bestehenden Beethoven-Rundganges in Bonn. Auf einer Tafel vor dem Haupteingang heißt es: „Mit der neuen Beethovenhalle nach den Plänen des Architekten Siegfried Wolske im September 1959 trat Bonn in die Reihe der weltweit bedeutendsten, regelmäßigen Musikfeste ein. Paul Hindemith weihte sie mit seiner Eigenkomposition Nobilissima visione ein. Die heutige Beethovenhalle ist die dritte in Bonn; die erste wurde 1845 zur Feier des ersten Beethovenfestes erbaut.“
In Mord am Funkenmariechen – Eine Bonner Kriminalgeschichte erzählt Krimiautor Peter Assion von einem Verbrechen in der Beethovenhalle.

## 50. Geburtstag
Bei den Feierlichkeiten zum 50. Geburtstag der Beethovenhalle war die Stadt Bonn nicht dabei. Auf eine Anfrage vom Mai 2009 an die Stadt, welche Vorbereitungen sie treffe, um den 50. Geburtstag zu feiern, erwiderte der damalige Bonner Kulturdezernent Ludwig Krapf, die Beethovenhalle könne die „Perspektive als akustisch hochkarätiges, international anerkanntes Konzerthaus“ nicht erfüllen und deshalb sehe „die Verwaltung davon ab, das 50jährige Jubiläum der Beethovenhalle am 7./8. September 2009 mit Veranstaltungen zu begehen“.

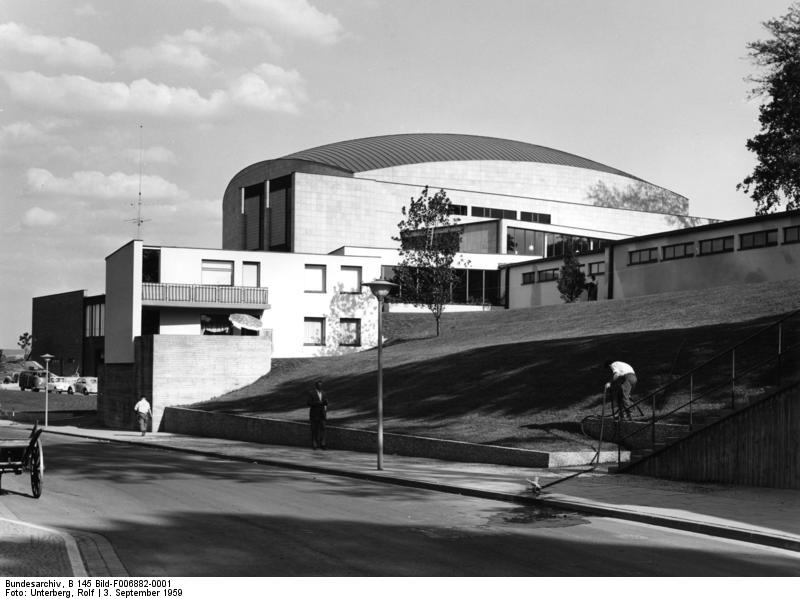
Beethovenhalle (1959)

Um auf die gesellschaftliche und künstlerische Bedeutung der Beethovenhalle aufmerksam zu machen, veranstaltete die „Initiative Beethovenhalle“ die Ausstellung „Die Bonner Beethovenhalle in Fotodokumenten ihrer Erbauungszeit. Aufnahmen von Hans Schafgans“ in den Räumen des Kunsthistorischen Instituts der Bonner Universität, die dann in zweiter Station vom 25. November bis 3. Dezember 2009 im Beethoven-Container auf der Hofgartenseite des Universitätshauptgebäudes zu sehen war. Für diese Ausstellung hatte Hans Schafgans sein Archiv geöffnet und Bilder aus der Bauzeit und von der Fertigstellung der Halle zur Verfügung gestellt.
Zum 50. Geburtstag fanden Führungen in und außerhalb der Halle – so zum Tag des offenen Denkmals am 13. September 2009 – statt. CDU und Grüne führten vor der Halle Geburtstagsfeiern durch. Im Rahmen dieser Aktionen kündigten die Grünen im Rat der Stadt Bonn an, in den anstehenden Koalitionsverhandlungen für den Erhalt der Beethovenhalle einzutreten. In dem im Dezember 2009 verabschiedeten Koalitionsvertrag mit der CDU drückten die Grünen dann auch die ablehnende Haltung gegenüber einem Abriss der Halle aus, während dies „von der CDU grundsätzlich nicht geteilt“ wird.
Am 28. November 2009 führte die „Initiative Beethovenhalle“ das Kolloquium „brennpunkt beethovenhalle“ durch. Im Jubiläumsjahr des Baudenkmals sollte die Aufmerksamkeit der Bonner Bürger auf ihr wichtiges Erbe gerichtet werden. Im Zentrum der Vorträge, so die Veranstalter, stand der Wunsch, „die Qualitäten und die Bedeutung der Beethovenhalle einer breiten Bürgerschaft zu vermitteln“. Die Potentiale des Gebäudes für weitere fünfzig Jahre erfolgreicher Nutzung wurden anhand verschiedener Referenzbauten verdeutlicht, die ebenfalls aus den 1950er Jahren stammen und zwischenzeitlich renoviert worden sind, so die Liederhalle in Stuttgart.

## Abriss-Debatte
Im Januar 2009 wählten die Bonner DAX-Unternehmen Deutsche Post, Deutsche Telekom und die Postbank aus zehn vorgelegten Architektenentwürfe für ein von ihnen geplantes und gesponsertes „Festspielhaus Beethoven“ in einer Vorauswahl vier Entwürfe aus. Alle vier Entwürfe verlangen den Abriss der Beethovenhalle, obwohl es dazu keinen Beschluss des zuständigen Rates der Stadt Bonn gab. Der Rat ging bei seiner Beschlussfassung im Juni 2007 von einem Nebeneinander von Beethovenhalle und neuem Festspielhaus aus. „Die 1959 errichtete Beethovenhalle“, so die Sponsoren in einer gratis verteilten Broschüre zur Ausstellung der Festspielhaus-Modelle im Januar 2009, „entspricht nicht den heutigen Anforderungen an eine erstklassige Akustik und ist auch von ihrer Funktionalität her nicht mehr auf einem modernen Stand.“

### Abrissbefürworter
Prominenteste Abrissbefürworterin war die damalige Bonner Oberbürgermeisterin Bärbel Dieckmann (SPD). 2007 stimmte sie dem Grundsatzbeschluss zu, der ein Nebeneinander von Beethovenhalle und Festspielhaus vorsieht. Ein Jahr später machte sie sich für eine „integrative“ Lösung stark, für eine Verbindung von (alter) Beethovenhalle und (neuem) Festspielhaus. Nach der Entscheidung der Sponsoren für vier Modelle, die den Abriss der Halle vorsehen, erklärte Bärbel Dieckmann im März 2009, dass die Entscheidung zum Abriss der Halle „keinem leicht gefallen ist“.
Für einen Abriss der Beethovenhalle sprach sich auch Jürgen Nimptsch vor seiner Wahl zum neuen Oberbürgermeister im August 2009 aus. In einem Interview mit dem Online-Magazin rheinraum bekannte er, „dass wir uns von der Beethovenhalle verabschieden sollten“.
Zu den Abrissbefürwortern zählt ebenfalls der im November 2009 gegründete Verein „Fest.Spiel.Haus.Freunde“. In einem Positionspapier erklärt der Verein, der Empfehlung der Auswahlkommission der Sponsoren für den Standort Beethovenhalle zu folgen. „Dies insbesondere weil die unmittelbare Rheinlage bei gleichzeitige Zentrumsnähe konkurrenzlos ist.“

### Für den Erhalt der Beethovenhalle
Gegen einen Abriss der Beethovenhalle sprach sich Landeskonservator Udo Mainzer unter Berücksichtigung vorliegender Festspielhaus-Architektenentwürfe aus, die auch den Erhalt der Beethovenhalle vorsahen. Zu der Verbesserung in Funktionalität und Akustik der Halle meinte er: „All das könnte man innerhalb der bestehenden Hülle verbessern. Bonn kann gerne ein Festspielhaus bekommen, aber nicht auf Kosten des Denkmals.“

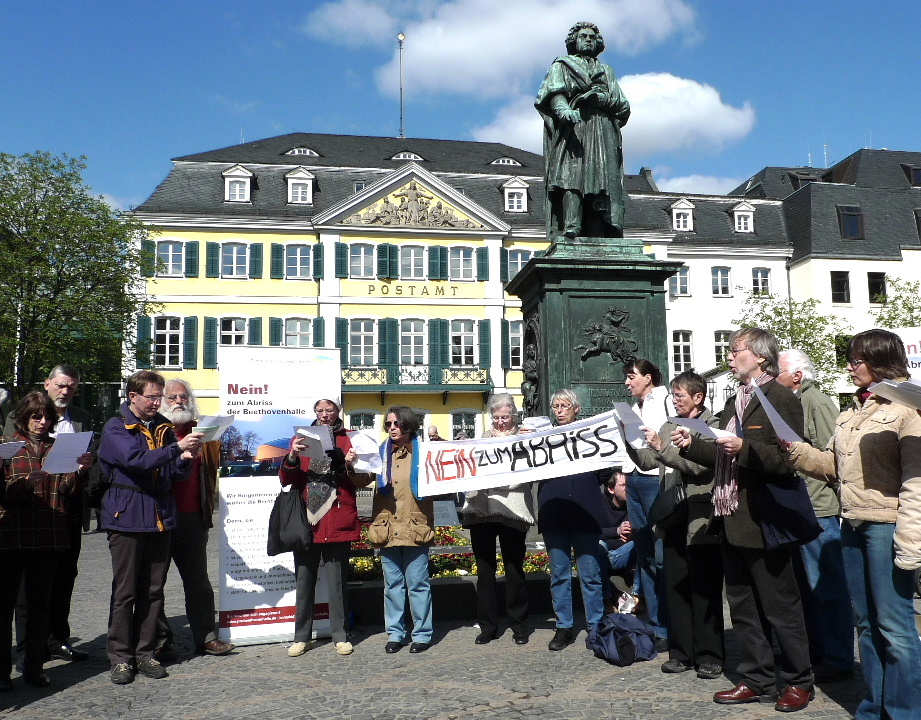
Ständchen für den Erhalt der Beethovenhalle vor dem Beethoven-Denkmal auf dem Münsterplatz am 20. April 2010

Am Institut für Kunstgeschichte und Archäologie der Universität Bonn ging im Mai 2009 die „Initiative Beethovenhalle“, eine Gruppe von Studierenden aus dem Oberseminar von Hiltrud Kier hervor. Dem Offenen Brief der Initiative an Oberbürgermeisterin Bärbel Dieckmann schlossen sich zahlreiche Mitarbeiter und Studierende des Institutes an. Mit ihrer Aktion wandten sich die Kunsthistoriker gegen den Abriss der Beethovenhalle. Die Initiative wertet die Beethovenhalle als „eines der ersten repräsentativen Gebäude, das in der Zeit der heute häufig so genannten Bonner Republik in Bonn errichtet wurde“. Die Halle präge „mit ihrer markanten Außenhülle ihr städtebaulich durchaus schwieriges Umfeld in qualitätvoller und sensibler Weise“ und sei vom gegenüber liegenden Rheinufer „als architektonischer Höhepunkt klar erkennbar“.
Anlässlich des 50. Geburtstages der Beethovenhalle vom 10. September bis 8. Oktober 2009 organisierte die „Initiative Beethovenhalle“ eine Ausstellung: „Die Bonner Beethovenhalle in Fotodokumenten ihrer Erbauungszeit. Aufnahmen von Hans Schafgans“. Ein Kolloquium am 28. November 2009 sollte den „Brennpunkt Beethovenhalle“ von mehreren Perspektiven beleuchten. An der eintägigen, emotionsgeladenen Diskussion nahmen u. a. Prof. Dr. Udo Mainzer als Vertreter der Behörde für Denkmalpflege, der Bonner Oberbürgermeister Jürgen Nimptsch und als Sprecher für die beteiligten DAX-Unternehmen Heinrich Küpper von dem Projektteam Festspielhaus teil.
Ein halbes Jahr nach dem Kolloquium, erschien eine Publikation der Kolloquiumsbeiträge unter dem Titel: „Beethovenhalle Bonn. Konzerthaus. Festsaal. Denkmal.“
Am 3. Dezember 2009 schlossen sich Bonner Bürger und Vereine auf Initiative von Sigrun Eckelmann und Hans Hinterkeuser zur „Bürgerinitiative ProBeethovenhalle“ zusammen, die sich zuvor schon in verschiedenen Einzelaktionen für den Erhalt der Beethovenhalle eingesetzt hatten. Am 19. Mai 2010 wurde in Nachfolge der Bürgerinitiative der Verein ProBeethovenhalle gegründet. Er ist überparteilich und überkonfessionell und setzt sich für eine denkmalgerechte Bewahrung und Pflege des Denkmals Beethovenhalle in Bonn sowie für deren langfristige Nutzung durch die Bonner Bürgerschaft ein. Im Juli 2011 trug der Verein den Plan vor, den Standort Beethovenhalle zu einem „multifunktionalen „Campus der Musik“ weiterzuentwickeln“, in dem die unterschiedlichen Strömungen des Musiklebens an einem Ort vereint werden können. Im Mittelpunkt des Campus steht nach diesem Plan die Beethovenhalle, ergänzt durch einen zu bauenden Konzertsaal mittlerer Größe.

### Medienecho
Der Plan der drei Bonner Unternehmen, die Beethovenhalle abzureißen und an ihrer Stelle ein neues Haus zu errichten, fand in zahlreichen deutschen und europäischen Medien ein Echo.

#### Frankfurter Allgemeine Zeitung (F.A.Z.)
Schon bald nach dem Bekanntwerden des Planes befasste sich die F.A.Z. mit dem Vorhaben der Sponsoren. Am 15. Februar 2009 äußerte der aus Bonn gebürtige Musikwissenschaftler Michael Gassmann im Feuilleton der Zeitung die Ansicht, dass ein Abriss der Beethovenhalle ein „barbarischer Akt“ wäre. Er würdigte in seinem Artikel das Werk Siegfried Wolskes und wollte in der Beethovenhalle „das bedeutendste Nachkriegsbauwerk der Stadt Bonn“ sehen. Zur Rechtfertigung des Baus des Festspielhauses an Stelle der Beethovenhalle „redet man“, so Gassmann, „das bestehende Bauwerk schlecht“.
In derselben Phase der Diskussion übte der für Nordrhein-Westfalen zuständige Kulturkorrespondent Andreas Rossmann Kritik am Verfahren des ersten Wettbewerbs und an der Entscheidung: Die vier ausgewählten Entwürfe der Sponsoren seien nicht identisch mit vier Entwürfen, die das Expertengremium favorisiert habe. Rossmann verwies auf Landeskonservator Udo Mainzer, der als Experte an der Anhörung teilnahm. So seien von den Sponsoren zwei „integrative“ Entwürfe, welche die Beibehaltung der Beethovenhalle vorgesehen hätten, „plötzlich“ ausgetauscht und durch zwei ersetzt worden, welche den Abriss der Beethovenhalle vorsahen.

#### Monumente
Zum ersten Mal in einen größeren Zusammenhang stellte Carola Nathan den Abrissplan in dem Beitrag „Meilensteine der Demokratie“, der im August 2009 in der Zeitschrift „Monumente“ der Deutschen Stiftung Denkmalschutz erschien. Nathan vergleicht den Plan in Bonn mit dem Plan in Hannover, den von Dieter Oesterlen zwischen den Jahren 1957 und 1962 im Zuge des Umbaus des stark kriegsbeschädigten Leineschlosses zum Niedersächsischen Landtags errichteten Plenarsaal durch einen Neubau zu ersetzen. Beide Bauten, die Beethovenhalle und der Landtag in Hannover, sind für die Autorin zentrale Beispiele der Nachkriegsarchitektur – „Meilensteine der Demokratie“.

#### Berliner Zeitung
Auch Nikolaus Bernau stellte im Dezember 2009 in einem Beitrag der Berliner Zeitung unter dem Titel „Die große Verschwendung“ den Plan, die Beethovenhalle abzureißen, in den Zusammenhang mit zwei vergleichbar gelagerten Architekturprojekten: mit dem geplanten Abriss und Neubau des Kölner Schauspielhauses und dem „Totalumbau“ der Berliner Staatsoper Unter den Linden. „Was die Zahnpflege prägt, fehlt im staatlichen Bauwesen oft: Nachhaltigkeit“, schreibt Bernau. „Selbst der Kulturbereich, finanziell chronisch klamm, hält seine Bauten nur selten sorgsam instand, modernisiert lieber in großen Schüben als regelmäßig. Es ist nämlich bei weitem einfacher, bei Finanz- und sonstigen Politikern einen großen Happen Geld zu organisieren als den stetigen Nachfluss kleiner Summen. Dabei ließen diese manches Neubauprojekt kleiner oder gar überflüssig werden, zumal, wenn man den Einflüssen der Moden weniger nachgäbe. Doch wer hat daran ein Interesse?“
Speziell zur Beethovenhalle schreibt der Autor: „Es geht weniger um Akustik als um die Suche einer Stadt nach einer neuen Identität sowie um das Imagebedürfnis einiger Unternehmen mit Staatsbeteiligung, die ihren Sitz in Bonn auf Grund des Bonn-Berlin-Gesetzes haben. Charakteristisch für diese Renommiersucht war, dass in einem Wettbewerb vier Projekte ausgesucht wurden, die alle von weltweit agierenden Architekten wie Zaha Hadid stammen. Nur dank der Bürgerproteste ist das Projekt auf Eis gelegt. Und die Grünen schrieben in den Koalitionsvertrag mit der abrisslustigen örtlichen CDU ausdrücklich hinein, dass sie die alte Beethovenhalle sanieren wollen.“

#### Süddeutsche Zeitung (SZ)
Unverständnis über den Bonner Plan äußerte Ira Mazzoni in der SZ am 18. Februar 2010. In einem fünfspaltigen Artikel widmet die Autorin sich unter dem Foto der Beethovenhalle und unter dem Titel „Abrissunternehmen Moderne – Prominente Bauten der Nachkriegsmoderne stehen kurz vor ihrer Zerstörung – trotz Denkmalschutz und Nachhaltigkeitsgebot“ den Abrissplänen in Bonn, Köln und Hannover. „Wenn es um Architektur und Städtebau der Nachkriegsmoderne geht“, so Mazotti, „dann werden Stammtisch-Parolen in die Gazetten gegrölt.“ Und weiter: „Dabei richtet sich die Aggression einer weitgehend uninformierten, instrumentalisierten Öffentlichkeit nicht gegen die schlechte, massenbewältigende Stangenware des Bauwirtschaftsfunktionalismus, sondern gegen Denkmale, deren architektonische Qualität, städtebauliche Integrität, soziale Verantwortung und historische Bedeutung attestiert sind.“ Mazottis Vorschlag: Es soll „mehr als bisher über intelligente, energieminimierende Umbauten als über Abriss nachgedacht werden“.

#### Die Zeit
Viel Platz hatte Hanno Rauterberg in der Ausgabe der Zeit vom 11. März 2010, um darzustellen – so der Titel – „Wie ich versuchte, die 60er Jahre zu lieben“. Die Abrisspläne in Bonn, Köln und Hannover nimmt Rauterberg zum Anlass, eine Antwort auf die Frage zu geben, warum „uns“ die Architektur „jener Zeit so fremd“ sei. Er beschäftigt sich mit der Formensprache der Architektur der 1950er und 1960er Jahre und findet auch viel Kritisierenswertes, Fremdes. „Doch kann Abreißen die Lösung sein?“, fragt der Zeit-Autor abschließend. Seine Antwort: „Manchmal wohl schon. […] Doch die Epoche als Ganze zu verdammen und am liebsten alles niedermachen zu wollen, das bedeutet nichts anders, als die sechziger Jahre in ihrem Tabula-rasa-Denken und ihrem Wachstumswahn fortzuschreiben. Es wäre eine Form von Verdrängung, die eine andere Form von Verdrängung verdrängen würde.“ Und das sehen mittlerweile nach Rauterbergs Ansicht viele Bürger genauso: „In allen drei Städten“, so der Autor, „streiten erstaunlich viele Bürger für den Erhalt ihrer bedrohten Bauten aus den späten fünfziger und frühen sechziger Jahren.“

### Rat beendet Abriss-Debatte
Die Abriss-Debatte fand im April 2010 ein Ende. Nach einem Gespräch am 21. April 2010, an dem die Vorstandsvorsitzenden der drei Sponsoren und Oberbürgermeister Nimptsch und Stadtdirektor Kregel teilnahmen, erklärten die Beteiligten, dass das „Projekt Beethoven-Festspielhaus vorerst nicht weiter verfolgt werden“ soll. Zuvor hatte der OB angekündigt, die Bürger zu dem Projekt befragen zu wollen. Aber dazu kam es nicht mehr". Grund war die seit Jahrzehnten äußerst prekäre finanzielle Lage der Stadt, denn "Nimptsch hatte von seiner Vorgängerin Bärbel Dieckmann die politische Verantwortung für den Bauskandal rund um das UN-Kongresszentrum geerbt. Dessen finanzielle Konsequenzen für den Haushalt der Stadt waren 2010 noch nicht absehbar".
Der Rat der Stadt Bonn beschloss am 24. November 2011, dass ein Abriss der Beethovenhalle zugunsten eines neuen Festspielhauses nicht in Betracht kommt.

## „Zusätzliche Option“
Nach Beendigung der Abriss-Debatte erwogen die Befürworter eines Festspielhauses einen neuen Standort in der Bonner Rheinaue. Im Januar 2014 brachten Oberbürgermeister Jürgen Nimptsch und die Deutsche Post DHL dazu eine „zusätzliche Option“ ins Spiel: Neben der weiteren Prüfung des Standortes Rheinaue kündigte die Post in einer Mitteilung vom 30. Januar 2014 an, „eine Alternative unter Erhalt und Einbeziehung der bisherigen Beethovenhalle für das Festspielhaus ins Auge zu fassen“. „Nach Ansicht des Unternehmens“, so die Mitteilung vom 30. Januar 2014, „würde eine Realisierung des bislang diskutierten Projekts in der Rheinaue aufgrund der Teuerungsrate sowie der baulichen Anforderungen an diesem Standort den ursprünglichen Kostenrahmen deutlich übersteigen.“ Zu diesem Zweck erklärte die Post sich bereit, „entsprechende architektonische Planungen aufzugreifen und anzupassen“. Im Juni 2015 zog sich die Deutsche Post AG als Sponsor endgültig aus dem Projekt zurück, nachdem insbesondere die Finanzierungsfrage ungeklärt geblieben war. Post-Vorstandschef Frank Appel bemängelte in seiner Begründung den fehlenden Schulterschluss in der Stadt, die sich bereits im Mai für eine Sanierung des Bestandsgebäudes entschieden hatte.